# Kreisreformen in der DDR
Der Artikel Kreisreformen in der DDR erfasst die Durchführung von Gebietsreformen auf Kreisebene, also der kreisfreien Städte und Landkreise (Stadtkreise und Kreise) in der DDR. Die nach dem Beitritt der DDR zur Bundesrepublik Deutschland erfolgten Änderungen der Kreisstrukturen befinden sich im Artikel Kreisreformen in Deutschland nach 1990.

## Kreisreformen
In allen fünf Ländern der DDR wurden im April 1950 Gesetze zur Änderung der Kreis- und Gemeindegrenzen erlassen, die zum 1. Juli 1950 wirksam wurden. In Verbindung mit der Änderung der Kreis- und Gemeindegrenzen wurde am 8. Juli 1950 das Gesetz über Änderung von Grenzen der Länder vom 28. Juni 1950 veröffentlicht, das rückwirkend am 28. Juni in Kraft trat. Details regelte die Verordnung zur Durchführung des Gesetzes über Änderung von Grenzen der Länder vom 13. Juli 1950.
In der Verwaltungsreform von 1952 aufgrund des Gesetz über die weitere Demokratisierung des Aufbaus und der Arbeitsweise der staatlichen Organe in den Länder in der Deutschen Demokratischen Republik vom 23. Juli 1952 (Gesetzbl. S. 613) wurden in Verbindung mit fünf entsprechenden Gesetzen der Länder vom 25. Juli 1952 mit gleichem Datum die Länder aufgelöst. An ihre Stelle traten Bezirke. Zu diesem Zeitpunkt trat auch eine große Kreisreform in Kraft.
Am 4. Dezember 1952 gab es kleine Korrekturmaßnahmen zu dieser großen Reform. Die Anzahl der Kreise blieb unverändert.
In den Folgejahren kam es mehrmals durch kleine Gebietsreformen zu Neubildungen und Auflösungen von Stadtkreisen und zu Änderungen in der Anzahl der Kreise.
Bei den Kreisen betrafen diese Änderungen
- 1956 die Zusammenlegung der Kreise Bergen und Putbus zum Kreis Rügen,
- 1957 die Auflösung des Kreises Loburg,
- 1965 die Eingliederung des Kreises Seehausen in den Kreis Osterburg,
- 1988 die Auflösung der Kreise Kalbe (Milde) und Tangerhütte

Bei den Stadtkreisen betrafen diese Änderungen
- 1953 die Bildung des Stadtkreises Stalinstadt,
- 1954 die Bildung des Stadtkreises Cottbus,
- 1957 die Eingliederung des bisherigen Stadtkreises Johanngeorgenstadt in den Kreis Schwarzenberg,
- 1958 die Eingliederung des bisherigen Stadtkreises Schneeberg in den Kreis Aue,
- 1961 die Bildung des Stadtkreises Schwedt/Oder,
- 1967 die Bildung der Stadtkreise Halle-Neustadt und Suhl
- 1969 die Bildung des Stadtkreises Neubrandenburg
- 1974 die Bildung des Stadtkreises Greifswald
- 1990 die Eingliederung des Stadtkreises Halle-Neustadt in den Stadtkreis Halle (Saale)

## Bezeichnungen
Seit der „Ordnung über den Aufbau und die Arbeitsweise der staatlichen Organe der Kreise“ vom 24. Juli 1952 wurden die nunmehr zu den Bezirken gehörenden Landkreise als Kreise geführt. Die Kreisordnungen der aufgelösten Länder wurden zum 25. Januar 1957 außer Kraft gesetzt durch § 49 des Gesetzes über die örtlichen Organe der Staatsmacht vom 18. Januar 1957.
In dessen § 2 werden für den „Stadtkreis“ die „Stadtverordnetenversammlung“ und für den „Landkreis“ der „Kreistag“ als die „örtlichen Volksvertretungen“ bezeichnet. Die gleichen Bezeichnungen werden auch in § 1 des „Gesetzes über die örtlichen Volksvertretungen und ihrer Organe in der Deutschen Demokratischen Republik“ vom 12. Juli 1973 verwendet. Erst im Gesetz über die örtlichen Volksvertretungen in der Deutschen Demokratischen Republik vom 4. Juli 1985 ist von Landkreisen keine Rede mehr – von „Kreisen“ in der alleinigen Bedeutung Landkreis dagegen z. B. in § 39. Knapp fünf Jahre später kehrt das „Gesetz über die Selbstverwaltung der Gemeinden und Landkreise in der DDR (Kommunalverfassung)“ vom 17. Mai 1990 wieder zur Bezeichnung „Landkreis“ zurück. Nicht kreisangehörige Gemeinden werden nun erstmals nicht mehr als „Stadtkreise“, sondern allein als „kreisfreie Städte“ bezeichnet.

## Berlin (Hauptstadt der DDR)
Zum Status des Ostteils der Stadt → Ost-Berlin
- 1961, 1. Januar:

Vergrößerung
- des Kreises Nauen, Bezirk Potsdam, um West-Staaken, damals Stadtteil von Ost-Berlin (!)

## Brandenburg
Bei der Gründung der Deutschen Demokratischen Republik existierten im Land die folgenden Stadt- und Landkreise:
Stadtkreise: Brandenburg an der Havel, Cottbus, Eberswalde, Forst (Lausitz), Frankfurt (Oder), Guben, Potsdam, Rathenow und Wittenberge
Landkreise: Angermünde, Beeskow-Storkow, Calau, Cottbus, Guben, Lebus, Lübben, Luckau, Luckenwalde, Niederbarnim, Oberbarnim, Osthavelland, Ostprignitz, Prenzlau, Ruppin, Spremberg, Teltow, Templin, Westhavelland, Westprignitz und Zauch-Belzig
Am 25. Juli 1952 wurde es in die Bezirke Cottbus (Hauptteil), Frankfurt und Potsdam aufgelöst. Am 3. Oktober 1990 wurde es aus diesen Bezirken wiedererrichtet; dabei wurden die Kreise Hoyerswerda und Weißwasser an Sachsen und Jessen an Sachsen-Anhalt abgetreten. Der Kreis Perleberg wurde aus dem Bezirk Schwerin und die Kreise Prenzlau und Templin wurden aus dem Bezirk Neubrandenburg nach Brandenburg umgegliedert.
- 1950, 1. Juli:

Auflösung
- des Landkreises Beeskow-Storkow und Aufteilung auf die Landkreise Frankfurt (Oder), Fürstenwalde (Hauptteil) und Lübben (Spreewald)
- des Landkreises Calau und Aufteilung auf die Landkreise Lübben (Spreewald), Luckau, Senftenberg (Hauptteil) und Spremberg (Lausitz)
- des Landkreises Guben und Aufteilung auf die Landkreise Cottbus und Frankfurt (Oder)
- des Landkreises Jerichow II, Sachsen-Anhalt, und Aufteilung auf die Landkreise Genthin, Sachsen-Anhalt, (Hauptteil) und Westhavelland
- des Landkreises Lebus und Aufteilung auf die Landkreise Frankfurt (Oder), Fürstenwalde und Seelow

Eingliederung
- des Stadtkreises Cottbus in den Landkreis Cottbus
- des Stadtkreises Eberswalde in den Landkreis Oberbarnim
- des Stadtkreises Forst in den Landkreis Cottbus
- des Stadtkreises Frankfurt (Oder) in den Landkreis Frankfurt (Oder)
- des Stadtkreises Guben in den Landkreis Cottbus
- des Stadtkreises Rathenow in den Landkreis Westhavelland
- des Stadtkreises Wittenberge in den Landkreis Westprignitz

Neubildung
- des Landkreises Frankfurt (Oder) aus der Stadt Frankfurt (Oder) und Gemeinden der Landkreise Beeskow-Storkow, Guben, Lebus und Lübben (Spreewald)
- des Landkreises Fürstenwalde aus Gemeinden der Landkreise Beeskow-Storkow, Lebus und Niederbarnim
- des Landkreises Seelow aus dem Landkreis Lebus und Gemeinden der Landkreise Niederbarnim und Oberbarnim
- des Landkreises Senftenberg aus dem Landkreis Calau und den Gemeinden Illmersdorf des Landkreises Cottbus und Pademack des Landkreises Luckau (Eingemeindung nach Zinnitz)

Vergrößerung
- des Stadtkreises Brandenburg/Havel um Gemeinden des Landkreises Zauch-Belzig sowie die Gemeinden Klein Kreutz und Mötzow des Landkreises Westhavelland
- des Landkreises Angermünde um Gemeinden des Landkreises Randow, Mecklenburg, bei Abtretung von Gemeinden an die Landkreise Oberbarnim, Prenzlau und Templin
- des Landkreises Cottbus um die Stadtkreise Cottbus, Forst (Lausitz) und Guben sowie Gemeinden des Landkreises Guben bei Abtretung von Gemeinden an die Landkreise Lübben (Spreewald) (bei Zugewinn zweier Gemeinden des Landkreises Lübben) und Spremberg (Lausitz) sowie der Gemeinde Illmersdorf an den Landkreis Senftenberg
- des Landkreises Lübben (Spreewald) um Gemeinden der Landkreise Beeskow-Storkow, Calau, Cottbus (bei Abtretung zweier Gemeinden an den Landkreis Cottbus) und Luckau bei Abtretung von Gemeinden an den Landkreis Frankfurt (Oder)
- des Landkreises Luckau um Gemeinden der Landkreise Calau, Luckenwalde und Schweinitz, Sachsen-Anhalt, sowie die Gemeinde Staakow des Landkreises Teltow bei Abtretung von Gemeinden an den Landkreis Lübben (Spreewald) und der Gemeinde Pademack an den Landkreis Senftenberg (Eingemeindung nach Zinnitz)
- des Landkreises Niederbarnim um Gemeinden des Landkreises Oberbarnim bei Abtretung von Gemeinden an den Landkreis Fürstenwalde
- des Landkreises Oberbarnim um den Stadtkreis Eberswalde und Gemeinden des Landkreises Angermünde bei Abtretung von Gemeinden an den Landkreis Niederbarnim
- des Landkreises Osthavelland um Gemeinden des Landkreises Zauch-Belzig und die Gemeinde Lietzow des Landkreises Westhavelland
- des Landkreises Ostprignitz um die Gemeinde Porep des Landkreises Parchim, Mecklenburg
- des Landkreises Prenzlau um Gemeinden der Landkreise Angermünde, Randow, Mecklenburg, und Templin bei Abtretung von Gemeinden an den Landkreis Pasewalk, Mecklenburg
- des Landkreises Ruppin um die Gemeinde Buchholz des Landkreises Neustrelitz, Mecklenburg
- des Landkreises Spremberg (Lausitz) um Gemeinden des Landkreises Cottbus und die Gemeinde Rehnsdorf des Landkreises Calau (Eingemeindung nach Heinersbrück)
- des Landkreises Teltow um Gemeinden des Landkreises Luckenwalde (beim Wechsel der Gemeinde Schöneweide vom Landkreis Teltow in den Landkreis Luckenwalde) und die Gemeinde Schiaß des Landkreises Zauch-Belzig bei Abtretung der Gemeinde Staakow an den Landkreis Luckau
- des Landkreises Templin um Gemeinden der Landkreise Angermünde und Neustrelitz, Mecklenburg, bei Abtretung von Gemeinden an den Landkreis Prenzlau
- des Landkreises Westhavelland um den Stadtkreis Rathenow und Gemeinden des Landkreises Jerichow II, Sachsen-Anhalt, bei Abtretung der Gemeinde Lietzow an den Landkreis Osthavelland
- des Landkreises Westprignitz um den Stadtkreis Wittenberge

- 1950, 1. August:

Vergrößerung
- des Landkreises Templin um die Gemeinde Buchholz des Landkreises Ruppin

- 1951, 1. August:

Vergrößerung
- des Landkreises Fürstenwalde um die Gemeinde Berkenbrück des Landkreises Seelow

- 1952, 25. Juli:

Auflösung
- des Landkreises Frankfurt (Oder) und Aufteilung auf den Stadtkreis Frankfurt (Oder) und die Kreise Beeskow, Fürstenberg, Fürstenwalde und Guben
- des Landkreises Niederbarnim und Aufteilung auf die Kreise Bernau, Fürstenwalde, Gransee, Oranienburg und Strausberg
- des Landkreises Oberbarnim und Aufteilung auf die Kreise Bad Freienwalde, Eberswalde und Fürstenwalde
- des Landkreises Osthavelland und Aufteilung auf die Kreise Nauen, Neuruppin, Oranienburg und Potsdam-Land
- des Landkreises Ostprignitz und Aufteilung auf die Kreise Kyritz, Parchim, Pritzwalk und Wittstock
- des Landkreises Ruppin und Aufteilung auf die Kreise Gransee, Kyritz, Neuruppin und Oranienburg
- des Landkreises Teltow und Aufteilung auf die Kreise Königs Wusterhausen, Luckenwalde, Potsdam-Land und Zossen
- des Landkreises Westhavelland und Aufteilung auf die Kreise Brandenburg-Land, Nauen und Rathenow
- des Landkreises Westprignitz und Aufteilung auf die Kreise Havelberg, Ludwigslust, Perleberg und Pritzwalk
- des Landkreises Zauch-Belzig und Aufteilung auf die Kreise Belzig, Brandenburg-Land und Potsdam-Land

| Datum           | Stadtkreise Anzahl | Landkreise Anzahl |
| --------------- | ------------------ | ----------------- |
| 7. Oktober 1949 | 9                  | 21                |
| 1. Juli 1950    | 2                  | 21                |

## Mecklenburg(-Vorpommern)
Bei der Gründung der Deutschen Demokratischen Republik existierten im Land  (ohne den Zusatz Vorpommern) die folgenden Stadt- und Landkreise:
Stadtkreise: Greifswald, Güstrow, Rostock, Schwerin, Stralsund und Wismar
Landkreise: Anklam, Demmin, Greifswald, Grimmen, Güstrow, Hagenow, Ludwigslust, Malchin, Neubrandenburg, Neustrelitz, Parchim, Randow, Rostock, Rügen, Schönberg, Schwerin, Stralsund, Ueckermünde, Usedom, Waren und Wismar
Am 25. Juli 1952 wurde es in die Bezirke Neubrandenburg (Hauptteil), Rostock und Schwerin (Hauptteil) aufgelöst. Am 3. Oktober 1990 wurde es aus den Bezirken Neubrandenburg, Rostock und Schwerin unter dem Namen Mecklenburg-Vorpommern wiedererrichtet. Dabei wurden die Kreise Perleberg, Prenzlau und Templin an das Land Brandenburg abgetreten.
- 1950, 1. Juli:

Auflösung
- des Landkreises Randow und Aufteilung auf die Landkreise Angermünde, Brandenburg, Pasewalk und Prenzlau, Brandenburg

Eingliederung
- des Stadtkreises Greifswald in den Landkreis Greifswald
- des Stadtkreises Güstrow in den Landkreis Güstrow
- des Landkreises Ueckermünde in den Landkreis Pasewalk

Gebietsaustausch
- zwischen den Landkreisen Demmin und Malchin

Neubildung
- des Landkreises Pasewalk aus dem Landkreis Ueckermünde und Gemeinden der Landkreise Prenzlau, Brandenburg, und Randow

Umbenennung
- des Landkreises Schönberg in Landkreis Grevesmühlen

Vergrößerung
- des Stadtkreises Rostock um Gemeinden des Landkreises Rostock
- des Stadtkreises Wismar um Gemeinden des Landkreises Wismar
- des Landkreises Anklam um Gemeinden des Landkreises Greifswald
- des Landkreises Demmin um Gemeinden der Landkreise Grimmen und Malchin (beim Wechsel der Gemeinde Grammentin in den Landkreis Malchin) bei Abtretung der Gemeinde Lebbin an den Landkreis Neubrandenburg
- des Landkreises Greifswald um den Stadtkreis Greifswald und um die Gemeinde Mesekenhagen des Landkreises Grimmen bei Abtretung von Gemeinden an den Landkreis Anklam
- des Landkreises Güstrow um den Stadtkreis Güstrow
- des Landkreises Hagenow um die Gemeinde Rögnitz des Landkreises Schwerin
- des Landkreises Ludwigslust um die Gemeinde Stolpe des Landkreises Parchim
- des Landkreises Neubrandenburg um Gemeinden des Landkreises Malchin und um die Gemeinde Lebbin des Landkreises Demmin
- des Landkreises Neustrelitz um Gemeinden des Landkreises Waren
- des Landkreises Parchim um die Gemeinden Drenkow und Suckow des Landkreises Ostprignitz (Brandenburg)
- des Landkreises Rostock um Gemeinden des Landkreises Stralsund
- des Landkreises Waren um Gemeinden des Landkreises Malchin bei Abtretung von Gemeinden an den Landkreis Neustrelitz
- des Landkreises Wismar um die Gemeinde Hohen Pritz des Landkreises Parchim

- 1951, 1. Oktober:

Vergrößerung
- des Landkreises Wismar um Gemeinden des Landkreises Güstrow

- 1952, 25. Juli:

Auflösung
- des Landkreises Rostock und Aufteilung auf die Kreise Bad Doberan, Ribnitz-Damgarten, Rostock-Land (Hauptteil) und Teterow
- des Landkreises Rügen und Aufteilung auf die Kreise Bergen und Putbus
- des Landkreises Schwerin und Aufteilung auf die Kreise Gadebusch, Wismar-Land und Schwerin-Land (Hauptteil)
- des Landkreises Stralsund und Aufteilung auf die Kreise Bergen, Ribnitz-Damgarten und Stralsund-Land (Hauptteil)
- des Landkreises Wismar und Aufteilung auf die Kreise Bad Doberan, Sternberg und Wismar-Land (Hauptteil)

Eingliederung
- des Landkreises Usedom in den Kreis Wolgast

| Datum           | Stadtkreise Anzahl | Landkreise Anzahl |
| --------------- | ------------------ | ----------------- |
| 7. Oktober 1949 | 6                  | 21                |
| 1. Juli 1950    | 4                  | 20                |

## Sachsen
Bei der Gründung der Deutschen Demokratischen Republik existierten im Land die folgenden Stadt- und Landkreise:
Stadtkreise: Chemnitz, Dresden, Görlitz, Leipzig, Plauen und Zwickau
Landkreise: Annaberg, Aue, Auerbach, Bautzen, Borna, Chemnitz, Dippoldiswalde, Döbeln, Dresden, Flöha, Freiberg, Glauchau, Grimma, Großenhain, Hoyerswerda, Kamenz, Leipzig, Löbau, Marienberg, Meißen, Niesky, Oelsnitz, Oschatz, Pirna, Plauen, Rochlitz, Stollberg, Zittau und Zwickau
Am 25. Juli 1952 wurde es in die Bezirke Chemnitz (vom 10. Mai 1953 bis zum 31. Dezember 1989 Bezirk Karl-Marx-Stadt), Dresden und Leipzig (Hauptteil) aufgelöst. Am 3. Oktober 1990 wurde es als Freistaat Sachsen aus den Bezirken Chemnitz, Dresden und Leipzig wiedererrichtet. Dabei wurden die Kreise Altenburg und Schmölln an das Land Thüringen abgetreten. Die Kreise Hoyerswerda und Weißwasser wurden aus dem Bezirk Cottbus nach Sachsen umgegliedert.
- 1950, 1. Juli:

Auflösung
- des Landkreises Stollberg und Aufteilung auf die Landkreise Aue, Chemnitz und Zwickau

Gebietsaustausch
- zwischen den Landkreisen Freiberg und Marienberg

Vergrößerung
- des Stadtkreises Chemnitz um Gemeinden des Landkreises Chemnitz
- des Stadtkreises Dresden um Gemeinden der Landkreise Dresden und Pirna
- des Stadtkreises Plauen um Gemeinden des Landkreises Plauen
- des Landkreises Aue um Gemeinden des Landkreises Stollberg
- des Landkreises Chemnitz um Gemeinden des Landkreises Stollberg bei Abtretung von Gemeinden an den Stadtkreis Chemnitz
- des Landkreises Döbeln um die Gemeinden Wetterwitz des Landkreises Meißen und Zaschwitz des Landkreises Oschatz bei Abtretung von Gemeinden an den Landkreis Flöha
- des Landkreises Dresden um Gemeinden der Landkreise Großenhain und Meißen sowie die Gemeinde Hänichen des Landkreises Dippoldiswalde bei Abtretung von Gemeinden an den Stadtkreis Dresden
- des Landkreises Flöha um Gemeinden des Landkreises Döbeln
- des Landkreises Freiberg um Gemeinden des Landkreises Dippoldiswalde
- des Landkreises Großenhain um die Gemeinde Lüttichau des Landkreises Kamenz bei Abtretung der Gemeinde Medingen an den Landkreis Dresden
- des Landkreises Plauen um Gemeinden des Landkreises Auerbach bei Abtretung von Gemeinden an den Stadtkreis Plauen
- des Landkreises Zwickau um Gemeinden des Landkreises Stollberg

- 1951, 1. Oktober:

Vergrößerung
- des Stadtkreises Görlitz um Gemeinden des Landkreises Niesky

- 1951, 17. Dezember:

Ausgliederung
- der Stadt Johanngeorgenstadt aus dem Landkreis Aue
- der Stadt Schneeberg aus dem Landkreis Aue

Neubildung
- des Landkreises Schwarzenberg aus Gemeinden des Landkreises Aue

- 1952, 25. Juli:

Auflösung
- des Landkreises Chemnitz und Aufteilung auf die Kreise Chemnitz-Land (Hauptteil), Hohenstein-Ernstthal und Stollberg
- des Landkreises Dresden und Aufteilung auf die Kreise Bischofswerda, Dresden-Land (Hauptteil) und Freital
- des Landkreises Leipzig und Aufteilung auf die Kreise Borna und Leipzig-Land (Hauptteil)
- des Landkreises Plauen und Aufteilung auf die Kreise Plauen-Land (Hauptteil) und Reichenbach
- des Landkreises Zwickau und Aufteilung auf die Kreise Auerbach, Reichenbach, Schmölln, Stollberg, Werdau und Zwickau-Land (Hauptteil)

| Datum             | Stadtkreise Anzahl | Landkreise Anzahl |
| ----------------- | ------------------ | ----------------- |
| 7. Oktober 1949   | 6                  | 29                |
| 1. Juli 1950      | 6                  | 28                |
| 17. Dezember 1951 | 8                  | 29                |

## Sachsen-Anhalt
Bei der Gründung der Deutschen Demokratischen Republik existierten im Land die folgenden Stadt- und Landkreise:
Stadtkreise: Aschersleben, Bernburg, Burg, Dessau, Eisleben, Halberstadt, Halle (Saale), Köthen, Magdeburg, Merseburg, Naumburg, Quedlinburg, Salzwedel, Schönebeck, Stendal, Weißenfels, Wittenberg, Zeitz und Zerbst
Landkreise: Ballenstedt, Bernburg, Bitterfeld, Blankenburg, Calbe (Saale), Delitzsch, Dessau-Köthen, Eckartsberga, Gardelegen, Haldensleben, Jerichow I, Jerichow II, Liebenwerda, Mansfelder Gebirgskreis, Mansfelder Seekreis, Merseburg, Oschersleben, Osterburg, Quedlinburg, Querfurt, Saalkreis, Salzwedel, Sangerhausen, Schweinitz, Stendal, Torgau, Wanzleben, Weißenfels, Wernigerode, Wittenberg, Wolmirstedt, Zeitz und Zerbst
Am 25. Juli 1952 wurde es in die Bezirke Halle (Hauptteil), Magdeburg und Cottbus (teilweise) aufgelöst. Am 3. Oktober 1990 wurde es aus den Bezirken Halle und Magdeburg wiedererrichtet. Dabei wurde der Kreis Artern an Thüringen abgetreten. Der Kreis Jessen wurde aus dem Bezirk Cottbus nach Sachsen-Anhalt umgegliedert.
- 1950, 1. Juli:

Auflösung
- des Landkreises Ballenstedt und Eingliederung in den Landkreis Quedlinburg
- des Landkreises Blankenburg und Aufteilung auf die Landkreise Quedlinburg und Wernigerode
- des Landkreises Calbe (Saale) und Aufteilung auf die Landkreise Bernburg, Köthen und Schönebeck (Hauptteil)
- des Landkreises Dessau-Köthen und Aufteilung auf den Stadtkreis Dessau und die Landkreise Bitterfeld und Köthen (Hauptteil)
- des Landkreises Eckartsberga und Aufteilung auf die Landkreise Kölleda (grt) und Querfurt
- des Landkreises Jerichow I und Aufteilung auf die Landkreise Burg (Hauptteil) und Schönebeck
- des Landkreises Jerichow II und Aufteilung auf die Landkreise Burg, Genthin (Hauptteil) und Westhavelland, Brandenburg
- des Mansfelder Gebirgskreises und Aufteilung auf die Landkreise Eisleben, Quedlinburg und Sangerhausen
- des Mansfelder Seekreises und Aufteilung auf die Landkreise Bernburg, Eisleben (Hauptteil), Querfurt und Saalkreis

Eingliederung
- des Stadtkreises Aschersleben in den Landkreis Bernburg
- des Stadtkreises Bernburg in den Landkreis Bernburg
- des Stadtkreises Burg in den Landkreis Burg
- des Stadtkreises Köthen in den Landkreis Köthen
- des Stadtkreises Lutherstadt Eisleben in den Landkreis Eisleben
- des Stadtkreises Lutherstadt Wittenberg in den Landkreis Wittenberg
- des Stadtkreises Merseburg in den Landkreis Merseburg
- des Stadtkreises Naumburg in den Landkreis Weißenfels
- des Stadtkreises Quedlinburg in den Landkreis Quedlinburg
- des Stadtkreises Salzwedel in den Landkreis Salzwedel
- des Stadtkreises Schönebeck in den Landkreis Schönebeck
- des Stadtkreises Stendal in den Landkreis Stendal
- des Stadtkreises Weißenfels in den Landkreis Weißenfels
- des Stadtkreises Zeitz in den Landkreis Zeitz
- des Stadtkreises Zerbst in den Landkreis Zerbst

Neubildung
- des Landkreises Burg aus dem Stadtkreis Burg und Gemeinden des Landkreises Jerichow I sowie der Gemeinde Reesen des Landkreises Jerichow II
- des Landkreises Eisleben aus dem Stadtkreis Eisleben und Gemeinden des Mansfelder Gebirgskreises und des Mansfelder Seekreises
- des Landkreises Genthin aus Gemeinden des Landkreises Jerichow II
- des Landkreises Kölleda aus Gemeinden des Landkreises Eckartsberga
- des Landkreises Köthen aus dem Stadtkreis Köthen und Gemeinden der Landkreise Calbe (Saale) und Dessau-Köthen
- des Landkreises Schönebeck aus dem Stadtkreis Schönebeck und Gemeinden der Landkreise Bernburg, Calbe (Saale), Jerichow I und Wanzleben

Umbenennung
- des Landkreises Schweinitz in Landkreis Herzberg

Vergrößerung
- des Stadtkreises Dessau um die Gemeinde Kochstedt des Landkreises Dessau-Köthen
- des Stadtkreises Halle/Saale um Gemeinden des Saalkreises und die Gemeinde Passendorf des Landkreises Merseburg
- des Landkreises Bernburg um die Stadtkreise Aschersleben und Bernburg, Gemeinden des Landkreises Calbe (Saale) und des Saalkreises sowie die Gemeinde Westdorf des Landkreises Quedlinburg
- des Landkreises Bitterfeld um Gemeinden des Landkreises Dessau-Köthen und die Gemeinde Döbern des Landkreises Delitzsch bei Abtretung von Gemeinden an den Saalkreis
- des Landkreises Gardelegen um Gemeinden des Landkreises Salzwedel bei Abtretung von Gemeinden an den Landkreis Haldensleben
- des Landkreises Haldensleben um Gemeinden des Landkreises Gardelegen
- des Landkreises Köthen um Gemeinden des Landkreises Calbe (Saale) und die Gemeinde Wieskau des Saalkreises
- des Landkreises Merseburg um den Stadtkreis Merseburg, Gemeinden des Landkreises Querfurt und die Gemeinde Großkayna des Landkreises Weißenfels (bei Abtretung von Gemeinden an den Landkreis Weißenfels) bei Abtretung der Gemeinden Passendorf an den Stadtkreis Halle/Saale und Angersdorf an den Saalkreis
- des Landkreises Oschersleben (Bode) um Gemeinden des Landkreises Haldensleben bei Abtretung der Gemeinde Heteborn an den Landkreis Quedlinburg
- des Landkreises Quedlinburg um den Stadtkreis Quedlinburg, den Landkreis Ballenstedt und Gemeinden der Landkreise Blankenburg und Mansfelder Gebirgskreis sowie die Gemeinden Heteborn des Landkreises Oschersleben (Bode) und Straßberg des Landkreises Sangerhausen bei Abtretung der Gemeinde Westdorf an den Landkreis Bernburg
- des Landkreises Querfurt um Gemeinden des Landkreises Eckartsberga und des Mansfelder Seekreises sowie die Gemeinde Landgrafroda des Landkreises Sangerhausen bei Abtretung von Gemeinden an den Landkreis Merseburg und der Gemeinde Roßbach an den Landkreis Weißenfels
- des Saalkreises um Gemeinden der Landkreise Bitterfeld, Delitzsch und Mansfelder Seekreis sowie die Gemeinde Angersdorf des Landkreises Merseburg bei Abtretung von Gemeinden an den Stadtkreis Halle/Saale und den Landkreis Bernburg sowie der Gemeinde Pritschöna an den Landkreis Merseburg und der Gemeinde Wieskau an den Landkreis Köthen
- des Landkreises Salzwedel um den Stadtkreis Salzwedel und Gemeinden des Landkreises Osterburg bei Abtretung von Gemeinden an den Landkreis Gardelegen
- des Landkreises Sangerhausen um Gemeinden des Mansfelder Gebirgskreises bei Abtretung der Gemeinden Straßberg an den Landkreis Quedlinburg und Landgrafroda an den Landkreis Querfurt
- des Landkreises Stendal um den Stadtkreis Stendal
- des Landkreises Weißenfels um die Stadtkreise Naumburg und Weißenfels, Gemeinden des Landkreises Merseburg (bei Abtretung der Gemeinde Großkayna an den Landkreis Merseburg) und die Gemeinde Roßbach des Landkreises Querfurt bei Abtretung von Gemeinden an den Landkreis Zeitz
- des Landkreises Wernigerode um Gemeinden des Landkreises Blankenburg
- des Landkreises Wittenberg um den Stadtkreis Wittenberg und die Gemeinde Boßdorf des Landkreises Zauch-Belzig, Brandenburg
- des Landkreises Zeitz um den Stadtkreis Zeitz und Gemeinden des Landkreises Weißenfels sowie die Gemeinde Mumsdorf des Landkreises Altenburg, Thüringen
- des Landkreises Zerbst um den Stadtkreis Zerbst

- 1952, 25. Juli:

Auflösung
- des Landkreises Kölleda und Aufteilung auf die Kreise Apolda, Artern, Naumburg, Nebra und Sömmerda
- des Landkreises Liebenwerda und Aufteilung auf die Kreise Bad Liebenwerda, Herzberg, Senftenberg und Torgau

Eingliederung
- des Stadtkreises Halberstadt in den Kreis Halberstadt

| Datum           | Stadtkreise Anzahl | Landkreise Anzahl |
| --------------- | ------------------ | ----------------- |
| 7. Oktober 1949 | 19                 | 33                |
| 1. Juli 1950    | 4                  | 30                |

## Thüringen
Bei der Gründung der Deutschen Demokratischen Republik existierten im Land die folgenden Stadt- und Landkreise:
Stadtkreise: Altenburg, Apolda, Arnstadt, Eisenach, Erfurt, Gera, Gotha, Greiz, Jena, Mühlhausen/Thüringen, Nordhausen und Weimar
Landkreise: Altenburg, Arnstadt, Eisenach, Gera, Gotha, Greiz, Hildburghausen, Langensalza, Meiningen, Mühlhausen, Nordhausen, Rudolstadt, Saalfeld, Schleiz, Schmalkalden, Sondershausen, Sonneberg, Stadtroda, Suhl, Weimar, Weißensee und Worbis
Am 25. Juli 1952 wurde es in die Bezirke Erfurt, Gera und Suhl aufgelöst sowie teilweise in den Bezirk Leipzig. Am 3. Oktober 1990 wurde es als Freistaat Thüringen aus den Bezirken Erfurt, Gera und Suhl wiedererrichtet. Die Kreise Altenburg und Schmölln wurden aus dem Bezirk Leipzig und der Kreis Artern wurde aus dem Bezirk Halle nach Thüringen umgegliedert.
- 1950, 1. Juli[3]:

Auflösung
- des Landkreises Langensalza und Aufteilung auf die Landkreise Erfurt, Mühlhausen und Sondershausen
- des Landkreises Schmalkalden und Aufteilung auf die Landkreise Meiningen und Suhl
- des Landkreises Stadtroda und Aufteilung auf die Landkreise Gera und Jena (Hauptteil)
- des Landkreises Weißensee und Aufteilung auf den Stadtkreis Erfurt und die Landkreise Arnstadt, Erfurt (Hauptteil), Gotha und Sondershausen

Eingliederung
- des Stadtkreises Altenburg in den Landkreis Altenburg
- des Stadtkreises Apolda in den Landkreis Weimar
- des Stadtkreises Arnstadt in den Landkreis Arnstadt
- des Stadtkreises Eisenach in den Landkreis Eisenach
- des Stadtkreises Gotha in den Landkreis Gotha
- des Stadtkreises Greiz in den Landkreis Greiz
- des Stadtkreises Mühlhausen/Thüringen in den Landkreis Mühlhausen
- des Stadtkreises Nordhausen in den Landkreis Nordhausen

Gebietsaustausch
- zwischen den Landkreisen Hildburghausen und Suhl

Neubildung
- des Landkreises Bad Salzungen aus Gemeinden der Landkreise Eisenach und Meiningen
- des Landkreises Erfurt aus Gemeinden der Landkreise Gotha, Langensalza, Weimar und Weißensee sowie den Gemeinden Molsdorf und Rockhausen des Landkreises Arnstadt
- des Landkreises Jena aus Gemeinden des Landkreises Stadtroda

Vergrößerung
- des Stadtkreises Erfurt um Gemeinden des Landkreises Weißensee und die Gemeinde Bischleben des Landkreises Gotha
- des Stadtkreises Gera um Gemeinden des Landkreises Gera
- des Landkreises Altenburg um den Stadtkreis Altenburg und die Gemeinde Bröckau des Landkreises Zeitz, Sachsen-Anhalt, bei Abtretung der Gemeinde Mumsdorf an den Landkreis Zeitz
- des Landkreises Arnstadt um den Stadtkreis Arnstadt und die Gemeinden Röhrensee des Landkreises Gotha, Riechheim des Landkreises Weimar und Kirchheim des Landkreises Weißensee bei Abtretung der Gemeinden Masserberg an den Landkreis Hildburghausen, Molsdorf und Rockhausen an den Landkreis Erfurt, Pennewitz an den Landkreis Rudolstadt und Gehlberg an den Landkreis Suhl
- des Landkreises Eisenach um den Stadtkreis Eisenach und Gemeinden des Landkreises Mühlhausen bei Abtretung von Gemeinden an den Landkreis Bad Salzungen
- des Landkreises Gera um Gemeinden des Landkreises Stadtroda bei Abtretung von Gemeinden an den Stadtkreis Gera und der Gemeinde Wittchendorf an den Landkreis Greiz
- des Landkreises Gotha um den Stadtkreis Gotha und die Gemeinde Tröchtelborn des Landkreises Weißensee bei Abtretung von Gemeinden an den Landkreis Erfurt sowie der Gemeinden Bischleben an den Stadtkreis Erfurt, Röhrensee an den Landkreis Arnstadt und Gemeinde Craula an den Landkreis Mühlhausen
- des Landkreises Greiz um den Stadtkreis Greiz und die Gemeinde Wittchendorf des Landkreises Gera
- des Landkreises Hildburghausen um die Gemeinde Masserberg des Landkreises Arnstadt
- des Landkreises Jena um die Gemeinde Göttern des Landkreises Weimar
- des Landkreises Meiningen um Gemeinden des Landkreises Schmalkalden
- des Landkreises Mühlhausen um den Stadtkreis Mühlhausen/Thüringen und Gemeinden der Landkreise Langensalza, Nordhausen und Sondershausen sowie die Gemeinde Craula des Landkreises Gotha bei Abtretung von Gemeinden an den Landkreis Eisenach
- des Landkreises Nordhausen um den Stadtkreis Nordhausen
- des Landkreises Rudolstadt um Gemeinden der Landkreise Saalfeld und Weimar sowie die Gemeinde Pennewitz des Landkreises Arnstadt
- des Landkreises Schleiz um Gemeinden des Landkreises Saalfeld
- des Landkreises Sondershausen um Gemeinden der Landkreise Langensalza, Nordhausen und Weißensee
- des Landkreises Sonneberg um Gemeinden des Landkreises Saalfeld
- des Landkreises Suhl um Gemeinden des Landkreises Schmalkalden und des Landkreises Hildburghausen, die Gemeinde Gehlberg des Landkreises Arnstadt und die Gemeinde Oberhof des Landkreises Gotha
- des Landkreises Weimar um den Stadtkreis Apolda bei Abtretung von Gemeinden an die Landkreise Erfurt und Rudolstadt sowie der Gemeinden Riechheim an den Landkreis Arnstadt und Göttern an den Landkreis Jena

- 1952, 1. Februar:

Vergrößerung
- des Landkreises Bad Salzungen um die Gemeinde Meimers des Landkreises Meiningen
- des Landkreises Suhl um die Gemeinde Hohleborn des Landkreises Meiningen

- 1952, 25. Juli:

Auflösung
- des Landkreises Erfurt und Aufteilung auf die Kreise Erfurt-Land (Hauptteil), Langensalza, Sömmerda und Weimar-Land
- des Landkreises Gera und Aufteilung auf die Kreise Gera-Land (Hauptteil), Schmölln und Zeulenroda
- des Landkreises Jena und Aufteilung auf die Kreise Apolda, Eisenberg, Jena-Land (Hauptteil), Naumburg, Stadtroda und Weimar-Land
- des Landkreises Weimar und Aufteilung auf die Kreise Apolda, Sömmerda und Weimar-Land (Hauptteil)

| Datum           | Stadtkreise Anzahl | Landkreise Anzahl |
| --------------- | ------------------ | ----------------- |
| 7. Oktober 1949 | 12                 | 22                |
| 1. Juli 1950    | 4                  | 21                |

## Bezirk Cottbus
Am 25. Juli 1952 wurde der Bezirk Cottbus neu gebildet. Vorher gehörten seine Stadt- und Landkreise zu den Ländern Brandenburg, Sachsen und Sachsen-Anhalt, die seit dem 7. Oktober 1949 der DDR angehörten.
- 1952, 25. Juli:

Neubildung
- des Kreises Bad Liebenwerda aus Gemeinden des Landkreises Liebenwerda
- des Kreises Calau aus Gemeinden der Landkreise Lübben (Spreewald), Luckau und Senftenberg
- des Kreises Finsterwalde aus Gemeinden des Landkreises Luckau
- des Kreises Forst aus Gemeinden der Landkreise Cottbus und Spremberg (Lausitz)
- des Kreises Guben aus Gemeinden der Landkreise Cottbus und Frankfurt (Oder)
- des Kreises Jessen aus Gemeinden der Landkreise Herzberg, Torgau und Wittenberg
- des Kreises Weißwasser aus Gemeinden des Landkreises Niesky und der Gemeinde Kromlau des Landkreises Spremberg (Lausitz)

Vergrößerung
- des Kreises Cottbus um Gemeinden der Landkreise Lübben (Spreewald), Senftenberg und Spremberg (Lausitz) bei Abtretung von Gemeinden an die Kreise Forst und Guben
- des Kreises Herzberg um Gemeinden der Landkreise Liebenwerda und Torgau bei Abtretung von Gemeinden an die Kreise Jessen und Jüterbog
- des Kreises Luckau um Gemeinden des Landkreises Luckenwalde, Bezirk Potsdam, bei Abtretung von Gemeinden an die Kreise Calau und Finsterwalde
- des Kreises Senftenberg um Gemeinden der Landkreise Hoyerswerda und Liebenwerda bei Abtretung von Gemeinden an die Kreise Calau und Cottbus sowie der Gemeinde Kausche (†) an den Kreis Spremberg und der Gemeinde Lauta an den Kreis Hoyerswerda
- des Kreises Spremberg um die Gemeinde Kausche (†) des Landkreises Senftenberg bei Abtretung von Gemeinden an die Kreise Cottbus und Forst sowie der Gemeinde Kromlau an den Kreis Weißwasser

- 1952, 4. Dezember:

Vergrößerung
- des Kreises Calau um die Gemeinde Wüstenhain des Kreises Cottbus bei Abtretung der Gemeinde Terpt an den Kreis Luckau
- des Kreises Luckau um die Gemeinden Terpt des Kreises Calau und Mehlsdorf des Kreises Jüterbog, Bezirk Potsdam
- des Kreises Lübben um die Gemeinden Alt Schadow, Neuendorf am See und Zaue des Kreises Beeskow, Bezirk Frankfurt
- des Kreises Spremberg um die Gemeinde Straußdorf des Kreises Cottbus

- 1954, 1. März:

Ausgliederung
- der Stadt Cottbus aus dem Kreis Cottbus

- 1954, 1. Juli:

Vergrößerung
- des Kreises Bad Liebenwerda um die Gemeinde Prösen des Kreises Riesa, Bezirk Dresden

- 1957, 1. Januar:

Vergrößerung
- des Kreises Herzberg um die Gemeinden Kolpien und Schöna des Kreises Luckau

| Datum         | Stadtkreise Anzahl | Landkreise Anzahl |
| ------------- | ------------------ | ----------------- |
| 25. Juli 1952 | –                  | 14                |
| 1. März 1954  | 1                  | 14                |

## Bezirk Dresden
Am 25. Juli 1952 wurde der Bezirk Dresden neu gebildet. Vorher gehörten seine Stadt- und Landkreise zum Land Sachsen, das seit dem 7. Oktober 1949 der DDR angehörte.
- 1952, 25. Juli:

Gebietsaustausch
- zwischen den Kreisen Hoyerswerda und Senftenberg

Neubildung
- des Kreises Bischofswerda aus Gemeinden der Landkreise Bautzen, Kamenz und Pirna und der Gemeinde Kleinröhrsdorf des Landkreises Dresden
- des Kreises Dresden-Land aus Gemeinden der Landkreise Dresden und Pirna
- des Kreises Freital aus Gemeinden der Landkreise Dippoldiswalde, Dresden und Meißen sowie der Gemeinde Colmnitz des Landkreises Freiberg
- des Kreises Görlitz-Land aus Gemeinden der Landkreise Löbau, Niesky und Zittau
- des Kreises Riesa aus Gemeinden der Landkreise Großenhain und Oschatz
- des Kreises Sebnitz aus Gemeinden des Landkreises Pirna

Vergrößerung
- des Kreises Bautzen um Gemeinden des Landkreises Löbau bei Abtretung von Gemeinden an den Kreis Bischofswerda
- des Kreises Pirna um Gemeinden des Landkreises Dippoldiswalde bei Abtretung von Gemeinden an die Kreise Bischofswerda, Dresden-Land und Sebnitz

- 1952, 4. Dezember:

Vergrößerung
- des Kreises Bautzen um die Gemeinden Coblenz und Storcha des Kreises Kamenz
- des Kreises Bischofswerda um die Gemeinden Großhänchen und Uhyst am Taucher des Kreises Kamenz sowie um die Gemeinden Steinigtwolmsdorf und Weifa des Kreises Bautzen
- des Kreises Dresden-Land um die Gemeinden Leppersdorf des Kreises Bischofswerda und Steinbach des Kreises Meißen
- des Kreises Freital um die Gemeinden Blankenstein und Limbach des Kreises Meißen sowie um die Gemeinde Mohorn des Kreises Freiberg, Bezirk Chemnitz
- des Kreises Großenhain um die Gemeinde Görzig des Kreises Riesa
- des Kreises Löbau um die Gemeinde Krappe des Kreises Bautzen
- des Kreises Niesky um die Gemeinde Thiemendorf des Kreises Görlitz-Land
- des Kreises Riesa um die Gemeinden Prösen des Kreises Bad Liebenwerda, Bezirk Cottbus, Staucha des Kreises Meißen und Paußnitz des Kreises Oschatz, Bezirk Leipzig
- des Kreises Sebnitz um die Gemeinden Daube und Doberzeit des Kreises Pirna

- 1957, 1. Januar:

Vergrößerung
- des Kreises Bautzen um die Gemeinde Doberschütz des Kreises Kamenz
- des Kreises Bautzen um die Gemeinde Lieske des Kreises Hoyerswerda, Bezirk Cottbus

- 1969, 1. Januar:

Vergrößerung
- des Kreises Pirna um die Gemeinde Elbersdorf des Kreises Sebnitz (Eingemeindung nach Porschdorf)

- 1979, 1. Januar:

Vergrößerung
- des Kreises Löbau um die Gemeinde Breitendorf des Kreises Bautzen

| Datum         | Stadtkreise Anzahl | Landkreise Anzahl |
| ------------- | ------------------ | ----------------- |
| 25. Juli 1952 | 2                  | 15                |

## Bezirk Erfurt
Am 25. Juli 1952 wurde der Bezirk Erfurt neu gebildet. Vorher gehörten seine Stadt- und Landkreise zum Land Thüringen, das seit dem 7. Oktober 1949 der DDR angehörte.
- 1952, 25. Juli:

Neubildung
- des Kreises Apolda aus Gemeinden der Landkreise Jena und Weimar sowie der Gemeinde Auerstedt des Landkreises Kölleda
- des Kreises Erfurt-Land aus Gemeinden der Landkreise Erfurt und Gotha
- des Kreises Heiligenstadt aus Gemeinden des Landkreises Worbis
- des Kreises Langensalza aus Gemeinden der Landkreise Erfurt, Gotha und Mühlhausen
- des Kreises Sömmerda aus Gemeinden der Landkreise Erfurt, Kölleda, Sondershausen und Weimar
- des Kreises Weimar-Land aus Gemeinden der Landkreise Jena, Rudolstadt und Weimar sowie der Gemeinde Ollendorf des Landkreises Erfurt

Vergrößerung
- des Kreises Arnstadt um die Gemeinde Crawinkel des Landkreises Gotha
- des Kreises Eisenach um die Gemeinde Hallungen des Landkreises Mühlhausen
- des Kreises Nordhausen um Gemeinden des Landkreises Sangerhausen (beim Wechsel der Gemeinde Bösenrode vom Landkreis Nordhausen in den Kreis Sangerhausen) bei Abtretung von Gemeinden an den Kreis Worbis
- des Kreises Sondershausen um die Gemeinde Friedrichsrode des Landkreises Nordhausen und die Gemeinde Keula des Landkreises Mühlhausen
- des Kreises Worbis um Gemeinden der Landkreise Mühlhausen und Nordhausen bei Abtretung von Gemeinden an den Kreis Heiligenstadt

- 1952, 4. Dezember:

Vergrößerung
- des Kreises Erfurt-Land um die Gemeinde Kranichborn des Kreises Sömmerda sowie die Gemeinden Eichelborn und Ollendorf des Kreises Weimar-Land
- des Kreises Gotha um die Gemeinden Ebenheim, Friedrichswerth, Haina und Weingarten des Kreises Langensalza
- des Kreises Langensalza um die Gemeinden Bothenheilingen, Issersheilingen und Neunheilingen des Kreises Mühlhausen
- des Kreises Mühlhausen um die Gemeinden Heuthen, Hildebrandshausen und Lengenfeld unterm Stein des Kreises Worbis
- des Kreises Weimar-Land um die Gemeinde Rohrbach des Kreises Apolda
- des Kreises Worbis um die Gemeinden Böseckendorf und Neuendorf des Kreises Heiligenstadt

- 1956, 1. Januar:

Vergrößerung
- des Kreises Sömmerda um die Gemeinde Frömmstedt des Kreises Sondershausen
- des Kreises Sondershausen um die Gemeinden Clingen, Greußen, Grüningen und Westgreußen des Kreises Sömmerda

- 1957, 1. Januar:

Vergrößerung
- des Kreises Arnstadt um die Gemeinde Röhrensee des Kreises Gotha

| Datum         | Stadtkreise Anzahl | Landkreise Anzahl |
| ------------- | ------------------ | ----------------- |
| 25. Juli 1952 | 2                  | 13                |

## Bezirk Frankfurt (Oder)
Am 25. Juli 1952 wurde der Bezirk Frankfurt neu gebildet. Vorher gehörten seine Stadt- und Landkreise zum Land Brandenburg, das seit dem 7. Oktober 1949 der DDR angehörte.
- 1952, 25. Juli:

Ausgliederung
- der Stadt Frankfurt (Oder) aus dem Landkreis Frankfurt (Oder)

Neubildung
- des Kreises Bad Freienwalde aus Gemeinden des Landkreises Oberbarnim
- des Kreises Beeskow aus Gemeinden der Landkreise Frankfurt (Oder), Fürstenwalde und Lübben (Spreewald)
- des Kreises Bernau aus Gemeinden des Landkreises Niederbarnim
- des Kreises Eberswalde aus Gemeinden der Landkreise Angermünde und Oberbarnim
- des Kreises Fürstenberg aus Gemeinden des Landkreises Frankfurt (Oder)
- des Kreises Strausberg aus Gemeinden der Landkreise Fürstenwalde, Niederbarnim, Oberbarnim und Seelow

Vergrößerung
- des Kreises Fürstenwalde um Gemeinden der Landkreise Frankfurt (Oder), Niederbarnim und Seelow bei Abtretung von Gemeinden an die Kreise Beeskow und Strausberg

- 1952, 4. Dezember:

Vergrößerung
- des Kreises Bad Freienwalde um die Gemeinde Hohensaaten des Kreises Eberswalde
- des Kreises Beeskow um die Gemeinde Leeskow des Kreises Guben, Bezirk Cottbus, bei Abtretung der Gemeinden Alt-Schadow, Neuendorf am See und Zaue an den Kreis Lübben, Bezirk Cottbus, sowie der Gemeinde Münchehofe an den Kreis Königs Wusterhausen, Bezirk Potsdam
- des Kreises Bernau um die Gemeinde Marienwerder des Kreises Eberswalde
- des Kreises Eberswalde um die Gemeinden Friedrichswalde und Parlow des Kreises Templin, Bezirk Neubrandenburg, bei Abtretung der Gemeinden Marienwerder an den Kreis Bernau und Hohensaaten an den Kreis Bad Freienwalde
- des Kreises Seelow um die Gemeinde Booßen des Kreises Fürstenwalde

- 1953, 1. Februar:

Ausgliederung
- der Stadt EKO-Wohnstadt aus dem Kreis Fürstenberg

- 1953, 7. Mai:

Umbenennung
- des Stadtkreises EKO-Wohnstadt in Stalinstadt

- 1956, 1. Januar:

Vergrößerung
- des Kreises Angermünde um die Gemeinde Polßen des Kreises Prenzlau, Bezirk Neubrandenburg

- 1957, 1. Januar:

Vergrößerung
- des Kreises Eberswalde um die Gemeinden Glambeck und Stolzenhagen des Kreises Angermünde
- des Kreises Bad Freienwalde um die Gemeinde Metzdorf des Kreises Strausberg

- 1961, 17. September:

Ausgliederung
- der Stadt Schwedt/Oder aus dem Kreis Angermünde

- 1961, 13. November:

Umbenennung
- des Stadtkreises Stalinstadt in Eisenhüttenstadt
- des Kreises Fürstenberg in Kreis Eisenhüttenstadt-Land

- 1973, 1. Januar:

Vergrößerung
- des Stadtkreises Frankfurt (Oder) um die Gemeinden Hohenwalde und Lossow des Kreises Eisenhüttenstadt-Land

- 1974, 1. Januar:

Vergrößerung
- des Stadtkreises Frankfurt (Oder) um die Gemeinde Booßen des Kreises Seelow

| Datum              | Stadtkreise Anzahl | Landkreise Anzahl |
| ------------------ | ------------------ | ----------------- |
| 25. Juli 1952      | 1                  | 9                 |
| 1. Februar 1953    | 2                  | 9                 |
| 17. September 1961 | 3                  | 9                 |

## Bezirk Gera
Am 25. Juli 1952 wurde der Bezirk Gera neu gebildet. Vorher gehörten seine Stadt- und Landkreise zum Land Thüringen, das seit dem 7. Oktober 1949 der DDR angehörte.
- 1952, 25. Juli:

Neubildung
- des Kreises Eisenberg aus Gemeinden der Landkreise Jena und Zeitz
- des Kreises Gera-Land aus Gemeinden des Landkreises Gera
- des Kreises Jena-Land aus Gemeinden des Landkreises Jena
- des Kreises Lobenstein aus Gemeinden der Landkreise Saalfeld und Schleiz
- des Kreises Pößneck aus Gemeinden der Landkreise Gera, Saalfeld und Schleiz
- des Kreises Stadtroda aus Gemeinden des Landkreises Jena
- des Kreises Zeulenroda aus Gemeinden der Landkreise Gera, Greiz und Plauen sowie der Gemeinde Läwitz des Landkreises Schleiz

Vergrößerung
- des Kreises Saalfeld um die Gemeinde Lothra des Landkreises Schleiz bei Abtretung von Gemeinden an die Kreise Lobenstein und Pößneck

- 1952. 4. Dezember:

Vergrößerung
- des Kreises Eisenberg um die Gemeinde Beulbar des Kreises Stadtroda
- des Kreises Gera-Land um die Gemeinden Gauern, Linda b. Weida, Paitzdorf, Reichstädt und Rückersdorf des Kreises Schmölln, Bezirk Leipzig, und die Gemeinden Schwarzbach des Kreises Pößneck und Forstwolfersdorf des Kreises Zeulenroda
- des Kreises Greiz um die Gemeinden Erbengrün, Leiningen, Lunzig, Naitschau und Wellsdorf des Kreises Zeulenroda und die Gemeinde Gottesgrün des Kreises Werdau, Bezirk Chemnitz
- des Kreises Jena-Land um die Gemeinden Drößnitz, Milda, und Wittersroda des Kreises Weimar-Land, Bezirk Erfurt
- des Kreises Lobenstein um die Gemeinden Burglemnitz und Lothra des Kreises Saalfeld
- des Kreises Pößneck um die Gemeinde Bucha des Kreises Schleiz
- des Kreises Rudolstadt um die Gemeinden Haufeld, Neckeroda, Schmieden und Treppendorf des Kreises Weimar-Land
- des Kreises Schleiz um die Gemeinden Dreba und Moßbach des Kreises Pößneck
- des Kreises Zeulenroda um die Gemeinde Förthen des Kreises Schleiz und die Gemeinde Tischendorf des Kreises Pößneck bei Abtretung von Gemeinden an die Kreise Greiz und Plauen-Land, Bezirk Chemnitz, sowie der Gemeinde Forstwolfersdorf an den Gera-Land

- 1956, 1. Januar:

Vergrößerung
- des Kreises Jena-Land um die Gemeinde Stöben des Kreises Naumburg, Bezirk Halle
- des Kreises Zeulenroda um die Gemeinde Braunsdorf des Kreises Pößneck

- 1957, 1. Januar:

Vergrößerung
- des Kreises Pößneck um die Gemeinde Dreba des Kreises Schleiz

- 1958, 1. Juli:

Vergrößerung
- des Kreises Gera-Land um die Gemeinden Braunichswalde, Seelingstädt, Vogelgesang und Zwirtzschen des Kreises Werdau, Bezirk Karl-Marx-Stadt

- 1968, 1. Juni:

Vergrößerung
- des Kreises Gera-Land um die Gemeinde Friedmannsdorf des Kreises Greiz

- 1969, 1. April:

Vergrößerung
- des Stadtkreises Jena um die Gemeinde Göschwitz des Kreises Jena-Land

| Datum         | Stadtkreise Anzahl | Landkreise Anzahl |
| ------------- | ------------------ | ----------------- |
| 25. Juli 1952 | 2                  | 11                |

## Bezirk Halle
Am 25. Juli 1952 wurde der Bezirk Halle neu gebildet. Vorher gehörten seine Stadt- und Landkreise zu den Ländern Sachsen-Anhalt und Thüringen, die seit dem 7. Oktober 1949 der DDR angehörten.
- 1952, 25. Juli:

Gebietsaustausch
- zwischen den Kreisen Bernburg und Schönebeck, Bezirk Magdeburg

Neubildung
- des Kreises Artern aus Gemeinden der Landkreise Kölleda, Querfurt, Sangerhausen und Sondershausen
- des Kreises Aschersleben aus Gemeinden der Landkreise Bernburg und Quedlinburg
- des Kreises Gräfenhainichen aus Gemeinden der Landkreise Bitterfeld, Köthen und Wittenberg
- des Kreises Hettstedt aus Gemeinden der Landkreise Bernburg, Eisleben und Sangerhausen
- des Kreises Hohenmölsen aus Gemeinden der Landkreise Weißenfels und Zeitz
- des Kreises Naumburg aus Gemeinden der Landkreise Jena, Kölleda, Weißenfels und Zeitz
- des Kreises Nebra aus Gemeinden der Landkreise Kölleda und Querfurt
- des Kreises Roßlau aus Gemeinden des Landkreises Zerbst

Vergrößerung
- des Stadtkreises Dessau um die Gemeinde Mosigkau des Landkreises Köthen
- des Kreises Bernburg um Gemeinden der Landkreise Eisleben, Köthen und Saalkreis bei Abtretung von Gemeinden an die Kreise Aschersleben, Hettstedt und Staßfurt, Bezirk Magdeburg
- des Kreises Bitterfeld um Gemeinden des Landkreises Köthen bei Abtretung von Gemeinden an den Kreis Gräfenhainichen
- des Kreises Eisleben um Gemeinden des Landkreises Sangerhausen und die Gemeinde Wansleben am See des Saalkreises bei Abtretung von Gemeinden an die Kreise Bernburg und Hettstedt
- des Kreises Köthen um Gemeinden des Landkreises Schönebeck
- des Kreises Merseburg um die Gemeinde Roßbach des Landkreises Weißenfels
- des Saalkreises um Gemeinden des Landkreises Merseburg
- des Kreises Sangerhausen um die Gemeinde Bösenrode des Landkreises Nordhausen

- 1952, 4. Dezember:

Vergrößerung
- des Kreises Bernburg um die Gemeinde Wedlitz des Kreises Schönebeck, Bezirk Magdeburg, bei Abtretung von Gemeinden an den Kreis Hettstedt
- des Kreises Hettstedt um Gemeinden des Kreises Bernburg
- des Kreises Merseburg um die Gemeinde Gröst des Kreises Nebra
- des Kreises Naumburg um die Gemeinde Pödelist des Kreises Weißenfels
- des Saalkreises um die Gemeinde Steuden des Kreises Eisleben
- des Kreises Weißenfels um die Gemeinde Gröbitz des Kreises Hohenmölsen
- des Kreises Wittenberg um die Gemeinde Korgau des Kreises Torgau, Bezirk Leipzig

- 1956, 1. Januar:

Vergrößerung
- des Kreises Nebra um die Gemeinde Wendelstein des Kreises Artern (Eingemeindung nach Memleben)
- des Kreises Weißenfels um die Gemeinde Poserna des Kreises Hohenmölsen
- des Kreises Zeitz um die Gemeinde Bröckau des Kreises Schmölln, Bezirk Leipzig

- 1957, 1. Januar:

Vergrößerung
- des Kreises Zeitz um die Gemeinde Goldschau des Kreises Naumburg

- 1967, 12. Mai:

Neubildung
- der Stadt Halle-Neustadt aus Stadtteilen der Stadt Halle (Saale)

- 1979, 1. April:

Vergrößerung
- des Saalkreises um die Gemeinde Schwittersdorf des Kreises Eisleben (Eingemeindung nach Beesenstedt)

- 1990, 6. Mai:

Eingliederung
- des Stadtkreises Halle-Neustadt in den Stadtkreis Halle (Saale)

| Datum         | Stadtkreise Anzahl | Landkreise Anzahl |
| ------------- | ------------------ | ----------------- |
| 25. Juli 1952 | 2                  | 20                |
| 12. Mai 1967  | 3                  | 20                |
| 6. Mai 1990   | 2                  | 20                |

## Bezirk Karl-Marx-Stadt / Bezirk Chemnitz
Am 25. Juli 1952 wurde der Bezirk Chemnitz neu gebildet. Vorher gehörten seine Stadt- und Landkreise zum Land Sachsen, das seit dem 7. Oktober 1949 der DDR angehörte. Am 10. Mai 1953 wurde er in Bezirk Karl-Marx-Stadt umbenannt. Mit juristischer Wirkung vom 1. Januar 1990 wurde der Bezirk wieder in Bezirk Chemnitz umbenannt (Rückbenennung).
- 1952, 25. Juli:

Neubildung
- des Kreises Brand-Erbisdorf aus Gemeinden der Landkreise Dippoldiswalde und Freiberg
- des Kreises Chemnitz-Land aus Gemeinden der Landkreise Chemnitz und Rochlitz
- des Kreises Hainichen aus Gemeinden der Landkreise Döbeln, Flöha und Rochlitz sowie der Gemeinde Bräunsdorf des Landkreises Freiberg
- des Kreises Hohenstein-Ernstthal aus Gemeinden des Landkreises Glauchau und aus der Gemeinde Wüstenbrand des Landkreises Chemnitz
- des Kreises Klingenthal aus Gemeinden der Landkreise Auerbach und Oelsnitz
- des Kreises Plauen-Land aus Gemeinden des Landkreises Plauen
- des Kreises Reichenbach aus Gemeinden der Landkreise Auerbach, Plauen und Zwickau
- des Kreises Stollberg aus Gemeinden der Landkreise Aue, Chemnitz und Zwickau
- des Kreises Werdau aus Gemeinden der Landkreise Gera und Zwickau sowie den Gemeinden Fraureuth und Gottesgrün des Landkreises Greiz
- des Kreises Zschopau aus Gemeinden der Landkreise Annaberg, Flöha und Marienberg
- des Kreises Zwickau-Land aus Gemeinden der Landkreise Glauchau und Zwickau

Vergrößerung
- des Kreises Flöha um eine Gemeinde des Landkreises Freiberg bei Abtretung von Gemeinden an die Kreise Flöha und Zschopau
- des Kreises Freiberg um Gemeinden des Landkreises Meißen bei Abtretung von Gemeinden an die Kreise Brand-Erbisdorf, Flöha und Marienberg sowie der Gemeinde Bräunsdorf an den Kreis Hainichen
- des Kreises Grimma um Gemeinden des Landkreises Döbeln
- des Kreises Marienberg um Gemeinden des Landkreises Freiberg bei Abtretung von Gemeinden an den Kreis Zschopau
- des Kreises Rochlitz um Gemeinden der Landkreise Borna, Döbeln und Grimma bei Abtretung von Gemeinden an die Kreise Chemnitz-Land, Geithain und Hainichen

- 1952, 4. Dezember:

Vergrößerung
- des Stadtkreises Zwickau um die Gemeinden Auerbach, Niederhohndorf und Pöhlau des Kreises Zwickau-Land
- des Kreises Annaberg um die Gemeinde Neundorf des Kreises Zschopau
- des Kreises Aue um die Gemeinde Wildbach des Kreises Zwickau-Land
- des Kreises Chemnitz-Land um die Gemeinden Oberlichtenau und Niederlichtenau des Kreises Kreises Flöha sowie die Gemeinden Claußnitz, Diethensdorf und Markersdorf b. Burgstädt des Kreises Rochlitz
- des Kreises Freiberg um die Gemeinde Bräunsdorf des Kreises Hainichen bei Abtretung der Gemeinde Mohorn an den Kreis Freital, Bezirk Dresden
- des Kreises Glauchau um die Gemeinde Waldsachsen des Kreises Werdau
- des Kreises Hainichen um die Gemeinde Gunnersdorf des Kreises Flöha
- des Kreises Klingenthal um die Gemeinde Landwüst des Kreises Oelsnitz
- des Kreises Plauen-Land um die Gemeinde Fröbersgrün des Kreises Zeulenroda, Bezirk Gera und die Gemeinde Mißlareuth des Kreises Schleiz, Bezirk Gera
- des Kreises Stollberg um die Gemeinde Hohndorf des Kreises Hohenstein-Ernstthal
- des Kreises Werdau um die Gemeinden Braunichswalde und Gösau des Kreises Schmölln, Bezirk Leipzig, bei Abtretung der Gemeinden Waldsachsen an den Kreis Glauchau und Gottesgrün an den Kreis Greiz, Bezirk Gera
- des Kreises Zschopau um die Gemeinden Waldkirchen und Witzschdorf des Kreises Flöha
- des Kreises Zwickau-Land um die Gemeinden Lauterhofen, Obercrinitz und Stangengrün des Kreises Auerbach sowie die Gemeinde Lichtenau des Kreises Aue

- 1953, 10. Mai:

Umbenennung
- des Stadtkreises Chemnitz in Karl-Marx-Stadt
- des Kreises Chemnitz-Land in Kreis Karl-Marx-Stadt-Land
- des Bezirks Chemnitz in Bezirk Karl-Marx-Stadt

- 1956, 1. Januar:

Vergrößerung
- des Kreises Aue um die Gemeinde Lichtenau des Kreises Zwickau-Land

- 1957, 1. Januar:

Vergrößerung
- des Kreises Glauchau um die Gemeinden Niederwiera des Kreises Altenburg, Bezirk Leipzig, und Köthel des Kreises Schmölln, Bezirk Leipzig

- 1957, 20. Juni:

Vergrößerung
- des Kreises Schwarzenberg um den Stadtkreis Johanngeorgenstadt

- 1958, 23. November:

Vergrößerung
- des Kreises Aue um den Stadtkreis Schneeberg

- 1967, 1. Januar:

Vergrößerung
- des Kreises Karl-Marx-Stadt-Land um die Gemeinde Merzdorf des Kreises Hainichen (Eingemeindung nach Niederlichtenau)

- 1968, 1. September:

Vergrößerung
- des Kreises Plauen-Land um die Gemeinde Ramoldsreuth (†) des Kreises Oelsnitz (Eingemeindung nach Großzöbern)

- 1990, 1. Januar:

Umbenennung
- des Stadtkreises Karl-Marx-Stadt in Chemnitz (rückwirkende Umbenennung nach der Volksabstimmung am 23. April 1990)
- des Kreises Karl-Marx-Stadt-Land in Kreis Chemnitz-Land (rückwirkende Umbenennung)
- des Bezirks Karl-Marx-Stadt in Bezirk Chemnitz (rückwirkende Umbenennung)

| Datum             | Stadtkreise Anzahl | Landkreise Anzahl |
| ----------------- | ------------------ | ----------------- |
| 25. Juli 1952     | 5                  | 21                |
| 20. Juni 1957     | 4                  | 21                |
| 23. November 1958 | 3                  | 21                |

## Bezirk Leipzig
Am 25. Juli 1952 wurde der Bezirk Leipzig neu gebildet. Vorher gehörten seine Stadt- und Landkreise zu den Ländern Sachsen, Sachsen-Anhalt und Thüringen, die seit dem 7. Oktober 1949 der DDR angehörten.
- 1952, 25. Juli:

Neubildung
- des Kreises Eilenburg aus Gemeinden der Landkreise Bitterfeld, Delitzsch und Torgau
- des Kreises Geithain aus Gemeinden der Landkreise Borna und Rochlitz
- des Kreises Leipzig-Land aus dem Landkreis Leipzig und aus Gemeinden der Landkreise Grimma, Merseburg und Weißenfels
- des Kreises Schmölln aus Gemeinden der Landkreise Altenburg, Gera, Zeitz und Zwickau
- des Kreises Wurzen aus Gemeinden des Landkreises Grimma

Vergrößerung
- des Kreises Borna um Gemeinden des Landkreises Leipzig bei Abtretung von Gemeinden an den Kreis Rochlitz
- des Kreises Delitzsch um die Gemeinde Wiesenena des Saalkreises
- des Kreises Döbeln um Gemeinden des Landkreises Oschatz bei Abtretung von Gemeinden an die Kreise Grimma und Hainichen sowie der Gemeinde Schweikershain an den Kreis Rochlitz
- des Kreises Oschatz um Gemeinden der Landkreise Grimma und Torgau bei Abtretung von Gemeinden an den Kreis Döbeln
- des Kreises Torgau um Gemeinden der Landkreise Liebenwerda und Wittenberg bei Abtretung von Gemeinden an die Kreise Eilenburg, Herzberg, Jessen und Oschatz

- 1952, 4. Dezember:

Vergrößerung
- des Kreises Altenburg um die Gemeinden Falkenhain, Mumsdorf und Zipsendorf des Kreises Zeitz, Bezirk Halle, bei Abtretung der Gemeinden Thräna an den Kreis Borna und Steinbach an den Kreis Geithain
- des Kreises Borna um die Gemeinden Thräna des Kreises Altenburg und Neukirchen-Wyhra des Kreises Geithain
- des Kreises Döbeln um die Gemeinden Beicha, Lüttewitz und Zschochau des Kreises Meißen, Bezirk Dresden, und um die Gemeinde Grunau des Kreises Hainichen, Bezirk Chemnitz
- des Kreises Eilenburg um die Gemeinden Audenhain, Mockrehna, Roitzsch des Kreises Torgau und um die Gemeinde Bad Düben des Kreises Gräfenhainichen, Bezirk Halle, bei Abtretung der Gemeinde Kollau an den Kreis Wurzen
- des Kreises Geithain um die Gemeinde Steinbach des Kreises Altenburg bei Abtretung der Gemeinde Neukirchen-Wyhra an den Kreis Borna
- des Kreises Oschatz um die Gemeinden Neusornzig und Sornzig des Kreises Döbeln bei Abtretung der Gemeinden Paußnitz an den Kreis Riesa, Bezirk Dresden, Wohlau an den Kreis Torgau und Frauwalde an den Kreis Wurzen
- des Kreises Torgau um die Gemeinden Döbrichau des Kreises Herzberg, Bezirk Cottbus, und Wohlau des Kreises Oschatz
- des Kreises Wurzen um die Gemeinde Kollau des Kreises Eilenburg und die Gemeinde Frauwalde des Kreises Oschatz

- 1953, 1. April:

Gebietsaustausch
- zwischen den Kreisen Eilenburg und Torgau

Vergrößerung
- des Kreises Oschatz um die Gemeinde Zävertitz des Kreises Döbeln
- des Kreises Eilenburg um die Gemeinde Gräfendorf des Kreises Torgau
- des Kreises Torgau um die Gemeinden Falkenberg und Roitzsch des Kreises Eilenburg

- 1953, 1. Mai:

Vergrößerung
- des Kreises Leipzig-Land um die Gemeinde Zehmen (†) des Kreises Borna

- 1954, 1. Januar:

Vergrößerung
- des Kreises Grimma um die Gemeinde Bockwitz des Kreises Döbeln

- 1957, 1. Januar:

Vergrößerung
- des Kreises Altenburg um die Gemeinde Ruppersdorf (†) des Kreises Borna (Eingemeindung nach Wintersdorf)

- 1973, 1. April:

Vergrößerung
- des Kreises Wurzen um die Gemeinde Lossa des Kreises Eilenburg (Eingemeindung nach Thallwitz)

- 1974, 1. Januar:

Vergrößerung
- des Kreises Altenburg um die Gemeinde Zipsendorf des Kreises Zeitz (Eingemeindung nach Meuselwitz)
- des Kreises Geithain um die Gemeinde Ballendorf des Kreises Grimma
- des Kreises Leipzig-Land um die Gemeinde Löbschütz des Kreises Borna (Eingemeindung nach Zwenkau)

| Datum         | Stadtkreise Anzahl | Landkreise Anzahl |
| ------------- | ------------------ | ----------------- |
| 25. Juli 1952 | 1                  | 12                |

## Bezirk Magdeburg
Am 25. Juli 1952 wurde der Bezirk Magdeburg neu gebildet. Vorher gehörten seine Stadt- und Landkreise zum Land Sachsen-Anhalt, das seit dem 7. Oktober 1949 der DDR angehörte.
- 1952, 25. Juli:

Gebietsaustausch
- zwischen den Kreisen Bernburg, Bezirk Halle, und Schönebeck

Neubildung
- des Kreises Halberstadt aus dem Stadtkreis Halberstadt und aus Gemeinden der Landkreise Oschersleben (Bode) und Wernigerode
- des Kreises Havelberg aus Gemeinden der Landkreise Genthin und Westprignitz
- des Kreises Kalbe (Milde) aus Gemeinden der Landkreise Gardelegen, Osterburg, Salzwedel und Stendal
- des Kreises Klötze aus Gemeinden der Landkreise Gardelegen und Salzwedel
- des Kreises Loburg aus Gemeinden des Landkreises Burg
- des Kreises Seehausen aus Gemeinden des Landkreises Osterburg
- des Kreises Staßfurt aus Gemeinden der Landkreise Bernburg, Quedlinburg, Schönebeck und Wanzleben sowie der Gemeinde Kroppenstedt des Landkreises Oschersleben (Bode)
- des Kreises Tangerhütte aus Gemeinden der Landkreise Stendal und Wolmirstedt sowie der Gemeinde Ottersburg des Landkreises Gardelegen

Vergrößerung
- des Stadtkreises Magdeburg um die Gemeinde Groß Ottersleben des Landkreises Wanzleben
- des Kreises Burg um die Gemeinde Krüssau des Kreises Genthin
- des Kreises Haldensleben um Gemeinden des Landkreises Gardelegen bei Abtretung von Gemeinden an die Landkreise Oschersleben und Wanzleben
- des Kreises Oschersleben um Gemeinden des Landkreises Haldensleben und die Gemeinde Altbrandsleben des Landkreises Wanzleben bei Abtretung von Gemeinden an den Kreis Halberstadt sowie der Gemeinde Kroppenstedt an den Kreis Staßfurt
- des Kreises Osterburg um Gemeinden des Landkreises Stendal bei Abtretung von Gemeinden an den Kreis Seehausen
- des Kreises Schönebeck um Gemeinden des Landkreises Burg bei Abtretung von Gemeinden an den Kreis Staßfurt
- des Kreises Wanzleben um Gemeinden der Landkreise Haldensleben und Wolmirstedt bei Abtretung von Gemeinden an den Kreis Staßfurt sowie der Gemeinde Altbrandsleben an den Kreis Oschersleben und der Gemeinde Groß Ottersleben an den Stadtkreis Magdeburg
- des Kreises Wernigerode um Gemeinden der Landkreise Nordhausen und Quedlinburg bei Abtretung von Gemeinden an den Kreis Halberstadt

- 1952, 4. Dezember:

Vergrößerung
- des Kreises Salzwedel um die Gemeinden Molitz und Saalfeld des Kreises Kalbe (Milde)
- des Kreises Stendal um die Gemeinden Börgitz, Staats und Uchtspringe des Kreises Gardelegen

- 1957, 1. Januar:

Vergrößerung
- des Kreises Klötze um die Gemeinde Gehrendorf des Kreises Haldensleben
- des Kreises Osterburg um die Gemeinde Natterheide des Kreises Kalbe (Milde)
- des Kreises Wernigerode um die Gemeinden Heudeber, Langeln und Wasserleben des Kreises Halberstadt

- 1957, 20. Juni:

Auflösung des Kreises Loburg und Aufteilung auf die Kreise Brandenburg-Land, Bezirk Potsdam, Burg (Hauptteil) und Zerbst
Vergrößerung
- des Kreises Burg um die Gemeinden Dannigkow, Dörnitz, Drewitz, Hohenziatz, Lübars, Magdeburgerforth, Möckern, Reesdorf, Schopsdorf, Tryppehna, Vehlitz, Wallwitz und Zeddenick des Kreises Loburg
- des Kreises Zerbst um die Gemeinden Brietzke-Kalitz, Dalchau, Hobeck, Isterbies, Ladeburg, Leitzkau, Loburg, Rosian, Schweinitz und Zeppernick des Kreises Loburg

- 1965, 2. Juli:

Eingliederung
- des Kreises Seehausen in den Kreis Osterburg

- 1974, 17. April:

Vergrößerung
- des Kreises Stendal um den Ortsteil Dalchau (bis 1968 selbstständig) der Gemeinde Altenzaun des Kreises Osterburg (Umgemeindung nach Arneburg)

- 1979, 1. April:

Vergrößerung
- des Stadtkreises Magdeburg um die Gemeinde Olvenstedt des Kreises Wolmirstedt

- 1988, 1. Januar:

Auflösung
- des Kreises Kalbe (Milde) und Aufteilung auf die Kreise Gardelegen, Osterburg und Salzwedel
- des Kreises Tangerhütte und Aufteilung auf die Kreise Stendal und Wolmirstedt

Vergrößerung
- des Kreises Gardelegen um 15 Gemeinden des Kreises Kalbe (Milde)
- des Kreises Osterburg um die Gemeinde Meßdorf des Kreises Kalbe (Milde)
- des Kreises Salzwedel um die Gemeinden Badel, Brunau, Jeetze, Jeggeleben, Kahrstedt, Lüge, Packebusch, Vienau, Winterfeld und Zethlingen des Kreises Kalbe (Milde)
- des Kreises Stendal um 22 Gemeinden des Kreises Tangerhütte
- des Kreises Wolmirstedt um die Gemeinden Angern, Bertingen, Burgstall, Cröchern, Dolle, Mahlwinkel, Sandbeiendorf und Wenddorf des Kreises Tangerhütte

| Datum          | Stadtkreise Anzahl | Landkreise Anzahl |
| -------------- | ------------------ | ----------------- |
| 25. Juli 1952  | 1                  | 21                |
| 20. Juni 1957  | 1                  | 20                |
| 2. Juli 1965   | 1                  | 19                |
| 1. Januar 1988 | 1                  | 17                |

## Bezirk Neubrandenburg
Am 25. Juli 1952 wurde der Bezirk Neubrandenburg neu gebildet. Vorher gehörten seine Stadt- und Landkreise zu den Ländern Mecklenburg und Brandenburg, die seit dem 7. Oktober 1949 der DDR angehörten.
- 1952, 25. Juli:

Gebietsaustausch
- zwischen den Kreisen Prenzlau und Templin

Neubildung
- des Kreises Altentreptow aus Gemeinden der Landkreise Demmin, Malchin und Neubrandenburg
- des Kreises Röbel/Müritz aus Gemeinden des Landkreises Waren
- des Kreises Strasburg aus Gemeinden der Landkreise Neubrandenburg, Pasewalk und Prenzlau
- des Kreises Teterow aus Gemeinden der Landkreise Güstrow, Malchin, Rostock und Waren
- des Kreises Ueckermünde aus Gemeinden der Landkreise Anklam und Pasewalk und der Gemeinde Mariawerth des Landkreises Neubrandenburg

Vergrößerung
- des Kreises Anklam um Gemeinden des Landkreises Greifswald bei Abtretung von Gemeinden an die Kreise Ueckermünde und Wolgast
- des Kreises Demmin um Gemeinden des Landkreises Grimmen bei Abtretung von Gemeinden an die Kreise Altentreptow und Malchin
- des Kreises Malchin um Gemeinden des Landkreises Demmin
- des Kreises Neustrelitz um Gemeinden des Landkreises Waren
- des Kreises Pasewalk um Gemeinden des Landkreises Prenzlau bei Abtretung von Gemeinden an die Kreise Strasburg und Ueckermünde
- des Kreises Prenzlau um Gemeinden des Landkreises Angermünde bei Abtretung von Gemeinden an die Kreise Pasewalk und Strasburg

- 1952, 4. Dezember:

Vergrößerung
- des Kreises Demmin um die Gemeinden Beestland, Upost und Warrenzin des Kreises Malchin
- des Kreises Neubrandenburg um die Gemeinden Blankenhof, Chemnitz, Gevezin und Woggersin des Kreises Altentreptow sowie die Gemeinden Brohm, Galenbeck, Loitz und Wittenborn des Kreises Strasburg
- des Kreises Neustrelitz um die Gemeinde Pieverstorf des Kreises Waren
- des Kreises Pasewalk um die Gemeinde Viereck des Kreises Ueckermünde
- des Kreises Prenzlau um die Gemeinde Polßen des Kreises Angermünde, Bezirk Frankfurt
- des Röbel/Müritz um die Gemeinden Göhren des Kreises Waren
- des Kreises Waren um die Gemeinden Eldenburg und Klink des Röbel/Müritz

- 1957, 1. Januar:

Vergrößerung
- des Kreises Röbel/Müritz um die Gemeinde Göhren des Kreises Waren (Zusammenschluss mit der Gemeinde Lebbin zu Göhren-Lebbin)
- des Kreises Waren um die Gemeinde Klein Luckow des Kreises Teterow (Eingemeindung nach Vollrathsruhe)

- 1962, 1. Januar:

Vergrößerung
- des Kreises Prenzlau um die Gemeinde Kröchlendorff des Kreises Templin

- 1969, 1. Januar:

Ausgliederung
- der Stadt Neubrandenburg aus dem Kreis Neubrandenburg

- 1973, 1. Juli:

Vergrößerung
- des Kreises Demmin um die Gemeinde Groß Toitin des Kreises Altentreptow (Eingemeindung nach Jarmen)

- 1974, 1. Januar:

Vergrößerung
- des Kreises Röbel/Müritz um die Gemeinde Knüppeldamm des Kreises Waren (Eingemeindung nach Fincken)

| Datum          | Stadtkreise Anzahl | Landkreise Anzahl |
| -------------- | ------------------ | ----------------- |
| 25. Juli 1952  | –                  | 14                |
| 1. Januar 1969 | 1                  | 14                |

## Bezirk Potsdam
Am 25. Juli 1952 wurde der Bezirk Potsdam neu gebildet. Vorher gehörten seine Stadt- und Landkreise zum Land Brandenburg, das seit dem 7. Oktober 1949 der DDR angehörte.
- 1952, 25. Juli:

Neubildung
- des Kreises Belzig aus Gemeinden der Landkreise Burg und Zauch-Belzig
- des Kreises Brandenburg-Land aus Gemeinden der Landkreise Burg, Genthin, Westhavelland und Zauch-Belzig und aus Stadtteilen des Stadtkreises Brandenburg/Havel
- des Kreises Gransee aus Gemeinden der Landkreise Ruppin und Templin und der Gemeinde Schluft des Landkreises Niederbarnim
- des Kreises Jüterbog aus Gemeinden der Landkreise Herzberg, Luckenwalde, Wittenberg und Zauch-Belzig
- des Kreises Königs Wusterhausen aus Gemeinden der Landkreise Fürstenwalde und Teltow
- des Kreises Kyritz aus Gemeinden der Landkreise Ostprignitz und Ruppin
- des Kreises Nauen aus Gemeinden der Landkreise Osthavelland und Westhavelland
- des Kreises Neuruppin aus Gemeinden der Landkreise Osthavelland und Ruppin
- des Kreises Oranienburg aus Gemeinden der Landkreise Niederbarnim, Osthavelland und Ruppin
- des Kreises Potsdam-Land aus Gemeinden der Landkreise Osthavelland, Teltow und Zauch-Belzig und aus Stadtteilen des Stadtkreises Potsdam
- des Kreises Pritzwalk aus Gemeinden der Landkreise Ostprignitz und Westprignitz
- des Kreises Rathenow aus Gemeinden der Landkreise Genthin und Westhavelland
- des Kreises Wittstock aus Gemeinden des Landkreises Ostprignitz
- des Kreises Zossen aus Gemeinden der Landkreise Luckenwalde und Teltow

Vergrößerung
- des Stadtkreises Brandenburg/Havel um Gemeinden des Landkreises Westhavelland bei Abtretung von Gemeinden an den Kreis Brandenburg-Land
- des Kreises Luckenwalde um Gemeinden des Landkreises Teltow bei Abtretung von Gemeinden an die Kreise Jüterbog, Luckau und Zossen

- 1952, 4. Dezember:

Vergrößerung
- des Kreises Brandenburg-Land um die Gemeinden Dretzen und Hohenlobbese des Kreises Loburg, Bezirk Magdeburg, bei Abtretung der Gemeinde Groß Kreutz an den Kreis Potsdam-Land
- des Kreises Königs Wusterhausen um die Gemeinde Münchehofe des Kreises Beeskow, Bezirk Frankfurt
- des Kreises Nauen um die Gemeinden Haage und Senzke des Kreises Rathenow und um die Gemeinde Zootzen des Kreises Neuruppin
- des Kreises Oranienburg um die Gemeinde Teschendorf des Kreises Gransee
- des Kreises Potsdam-Land um die Gemeinde Groß Kreutz des Kreises Brandenburg-Land bei Abtretung der Gemeinde Gröben an den Kreis Zossen
- des Kreises Zossen um die Gemeinden Groß Ziescht des Kreises Luckau, Bezirk Cottbus, und Gröben des Kreises Potsdam-Land
- des Kreises Pritzwalk um die Gemeinde Grabow des Kreises Wittstock
- des Kreises Wittstock um die Gemeinde Blesendorf des Kreises Pritzwalk

- 1954, 1. Oktober:

Vergrößerung
- des Kreises Zossen um die Gemeinde Kummersdorf-Gut des Kreises Luckenwalde

- 1956, 1. Januar:

Vergrößerung
- des Kreises Nauen um die Gemeinde Wutzetz des Kreises Kyritz

- 1957, 1. Januar:

Vergrößerung
- des Kreises Luckenwalde um die Gemeinden Niebendorf und Heinsdorf des Kreises Jüterbog
- des Kreises Rathenow um die Gemeinden Böhne, Großwudicke, Vieritz und Zollchow des Kreises Havelberg, Bezirk Magdeburg
- des Kreises Potsdam-Land um die Gemeinde Ruhlsdorf des Kreises Zossen

- 1958, 1. Januar:

Vergrößerung
- des Kreises Rathenow um die Gemeinden Altgarz, Friedrichsbruch und Großderschau des Kreises Kyritz

- 1961, 1. Januar:

Vergrößerung
- des Kreises Nauen um den Stadtteil West-Staaken von Ost-Berlin (als Gemeinde Staaken)

| Datum         | Stadtkreise Anzahl | Landkreise Anzahl |
| ------------- | ------------------ | ----------------- |
| 25. Juli 1952 | 2                  | 15                |

## Bezirk Rostock
Am 25. Juli 1952 wurde der Bezirk Rostock neu gebildet. Vorher gehörten seine Stadt- und Landkreise zum Land Mecklenburg, das seit dem 7. Oktober 1949 der DDR angehörte.
- 1952, 25. Juli:

Neubildung
- des Kreises Bad Doberan aus Gemeinden der Landkreise Rostock und Wismar
- des Kreises Bergen aus Gemeinden des Landkreises Rügen und der Gemeinde Hiddensee des Landkreises Stralsund
- des Kreises Putbus aus Gemeinden des Landkreises Rügen
- des Kreises Ribnitz-Damgarten aus Gemeinden der Landkreise Rostock und Stralsund
- des Kreises Rostock-Land aus Gemeinden des Landkreises Rostock
- des Kreises Stralsund-Land aus Gemeinden der Landkreise Grimmen und Stralsund
- des Kreises Wismar-Land aus Gemeinden der Landkreise Grevesmühlen, Schwerin und Wismar
- des Kreises Wolgast aus dem Landkreis Usedom und Gemeinden der Landkreise Anklam und Greifswald

- 1952, 4. Dezember:

Vergrößerung
- des Kreises Grimmen um die Gemeinde Abtshagen des Kreises Stralsund-Land
- des Kreises Ribnitz-Damgarten um die Gemeinden Dänschenburg und Völkshagen des Kreises Rostock-Land
- des Kreises Wismar-Land um die Gemeinde Klein Warin des Kreises Sternberg
- des Kreises Wolgast um die Gemeinden Buddenhagen und Pritzwald des Kreises Greifswald

- 1956, 1. Januar:

Eingliederung
- des Kreises Bergen in den Kreis Rügen
- des Kreises Putbus in den Kreis Rügen

Neubildung
- des Kreises Rügen aus den Kreisen Bergen und Putbus (Wiedererrichtung)

Vergrößerung
- des Kreises Grimmen um die Gemeinde Papenhagen des Kreises Stralsund-Land
- des Kreises Stralsund-Land um die Gemeinden Altenhagen und Weitenhagen des Kreises Ribnitz-Damgarten bei Abtretung der Gemeinde Papenhagen an den Kreis Grimmen

- 1957, 1. Januar:

Vergrößerung
- des Kreises Wolgast um die Gemeinden Brünzow und Gustebin des Kreises Greifswald

- 1958, 1. Januar:

Vergrößerung
- des Kreises Rostock-Land um die Gemeinden Selpin und Wesselstorf des Kreises Teterow, Bezirk Neubrandenburg

- 1960, 1. Januar:

Vergrößerung
- des Stadtkreises Rostock um die Gemeinde Hinrichsdorf des Kreises Rostock-Land

- 1968, 1. Januar:

Vergrößerung
- des Kreises Greifswald um die Gemeinden Brünzow, Lubmin, Nonnendorf, Pritzwald, Rubenow, Voddow und Wusterhusen des Kreises Wolgast

- 1974, 1. Januar:

Ausgliederung
- der Stadt Greifswald aus dem Kreis Greifswald

| Datum          | Stadtkreise Anzahl | Landkreise Anzahl |
| -------------- | ------------------ | ----------------- |
| 25. Juli 1952  | 3                  | 11                |
| 1. Januar 1956 | 3                  | 10                |
| 1. Januar 1968 | 4                  | 10                |

## Bezirk Schwerin
Am 25. Juli 1952 wurde der Bezirk Schwerin neu gebildet. Vorher gehörten seine Stadt- und Landkreise zu den Ländern Mecklenburg und Brandenburg, die seit dem 7. Oktober 1949 der DDR angehörten.
- 1952, 25. Juli:

Neubildung
- des Kreises Bützow aus Gemeinden des Landkreises Güstrow
- des Kreises Gadebusch aus Gemeinden der Landkreise Grevesmühlen und Schwerin sowie der Gemeinde Rögnitz des Landkreises Hagenow
- des Kreises Lübz aus Gemeinden des Landkreises Parchim
- des Kreises Perleberg aus Gemeinden des Landkreises Westprignitz
- des Kreises Schwerin-Land aus Gemeinden des Landkreises Schwerin
- des Kreises Sternberg aus Gemeinden des Landkreises Wismar

Vergrößerung
- des Kreises Ludwigslust um Gemeinden des Landkreises Westprignitz bei Abtretung von Gemeinden an den Kreis Parchim
- des Kreises Parchim um Gemeinden der Landkreise Ludwigslust und Ostprignitz bei Abtretung von Gemeinden an den Kreis Lübz

Verkleinerung
- des Kreises Hagenow, Abtretung der Gemeinde Rögnitz an den Kreis Gadebusch

- 1952, 4. Dezember:

Vergrößerung
- des Kreises Güstrow um die Gemeinde Groß Ridsenow des Kreises Teterow, Bezirk Neubrandenburg
- des Kreises Hagenow um die Gemeinde Tripkau des Kreises Ludwigslust
- des Kreises Perleberg um die Gemeinden Dambeck, Brunow und Klüß des Kreises Parchim

- 1957, 1. Januar:

Vergrößerung
- des Kreises Gadebusch um die Gemeinden Löwitz und Vitense-Parber des Kreises Grevesmühlen, Bezirk Rostock

- 1960, 1. Januar:

Vergrößerung
- des Kreises Güstrow um die Gemeinde Linstow des Kreises Waren, Bezirk Neubrandenburg

- 1961, 1. Juli:

Vergrößerung
- des Kreises Schwerin-Land um die Gemeinde Kraak des Kreises Hagenow

- 1970, 1. Januar:

Vergrößerung
- des Stadtkreises Schwerin um die Gemeinde Wüstmark des Kreises Schwerin-Land

- 1973, 1. Januar:

Vergrößerung
- des Kreises Ludwigslust um die Gemeinde Milow des Kreises Perleberg

- 1974, 1. Januar:

Vergrößerung
- des Kreises Ludwigslust um die Gemeinde Möllenbeck des Kreises Parchim

- 1974, 25. April:

Vergrößerung
- des Kreises Ludwigslust um die Gemeinde Mellen des Kreises Perleberg

| Datum         | Stadtkreise Anzahl | Landkreise Anzahl |
| ------------- | ------------------ | ----------------- |
| 25. Juli 1952 | 1                  | 10                |

## Bezirk Suhl
Am 25. Juli 1952 wurde der Bezirk Suhl neu gebildet. Vorher gehörten seine Stadt- und Landkreise zum Land Thüringen, das seit dem 7. Oktober 1949 der DDR angehörte.
- 1952, 25. Juli:

Neubildung
- des Kreises Ilmenau aus Gemeinden der Landkreise Arnstadt, Rudolstadt und Suhl
- des Kreises Neuhaus am Rennweg aus Gemeinden der Landkreise Rudolstadt und Sonneberg
- des Kreises Schmalkalden aus Gemeinden der Landkreise Meiningen und Suhl

Vergrößerung
- des Kreises Meiningen um Gemeinden der Landkreise Bad Salzungen und Hildburghausen bei Abtretung von Gemeinden an den Kreis Schmalkalden
- des Kreises Suhl um Gemeinden des Landkreises Hildburghausen bei Abtretung von Gemeinden an die Kreise Ilmenau und Schmalkalden

- 1952, 4. Dezember:

Vergrößerung
- des Kreises Neuhaus am Rennweg um die Gemeinde Spechtsbrunn des Kreises Sonneberg
- des Kreises Suhl um die Gemeinden Geisenhöhn, Gethles, Rappelsdorf und Ratscher des Kreises Hildburghausen

- 1957, 1. Januar:

Vergrößerung
- des Kreises Hildburghausen um die Gemeinden Henfstädt und Wachenbrunn des Kreises Meiningen
- des Kreises Suhl um die Gemeinden Gottfriedsberg und Heckengereuth des Kreises Hildburghausen

- 1967, 12. Mai:

Ausgliederung
- der Stadt Suhl aus dem Kreis Suhl

- 1976, März:

Vergrößerung
- des Landkreises Kronach, Bayern, Bundesrepublik Deutschland um den mittlerweile unbewohnten Ortsteil Kleinlichtenhain der Gemeinde Lichtenhain bei Gräfenthal des Kreises Neuhaus am Rennweg (Eingliederung in die Gemeinde Kleintettau) nach Klärung des seit Beginn der Zonenabgrenzung 1948 unklaren Grenzverlaufes durch die deutsch-deutsche Grenzkommission

- 1979, 1. April:

Vergrößerung
- des Stadtkreises Suhl um die Gemeinden Goldlauter und Mäbendorf des Kreises Suhl-Land

| Datum         | Stadtkreise Anzahl | Landkreise Anzahl |
| ------------- | ------------------ | ----------------- |
| 25. Juli 1952 | –                  | 8                 |
| 12. Mai 1967  | 1                  | 8                 |

## Anzahl der Stadtkreise und Kreise ab 1952
| Datum              | Bezirk(e)                                         | Stadtkreise Veränderung | Kreise Veränderung | Stadtkreise Anzahl | Kreise Anzahl |
| ------------------ | ------------------------------------------------- | ----------------------- | ------------------ | ------------------ | ------------- |
| 1. Juli 1952       | Bildung der Bezirke mit der neuen Kreiseinteilung |                         |                    | 23                 | 194           |
| 1. Februar 1953    | Frankfurt (Oder)                                  | + 1                     | 0                  | 24                 | 194           |
| 1. März 1954       | Cottbus                                           | + 1                     | 0                  | 25                 | 194           |
| 1. Januar 1956     | Rostock                                           | 0                       | − 1                | 25                 | 193           |
| 20. Juni 1957      | Magdeburg und Karl-Marx-Stadt                     | − 1                     | − 1                | 24                 | 192           |
| 23. November 1958  | Karl-Marx-Stadt                                   | − 1                     | 0                  | 23                 | 192           |
| 17. September 1961 | Frankfurt (Oder)                                  | + 1                     | 0                  | 24                 | 192           |
| 2. Juli 1965       | Magdeburg                                         | 0                       | − 1                | 24                 | 191           |
| 12. Mai 1967       | Halle und Suhl                                    | + 2                     | 0                  | 26                 | 191           |
| 1. Januar 1969     | Neubrandenburg                                    | + 1                     | 0                  | 27                 | 191           |
| 1. Januar 1974     | Rostock                                           | + 1                     | 0                  | 28                 | 191           |
| 1. Januar 1988     | Magdeburg                                         | 0                       | − 2                | 28                 | 189           |
| 6. Mai 1990        | Halle                                             | − 1                     | 0                  | 27                 | 189           |

## Gesetzliche Grundlagen
- Gebietsveränderungen vom 1. Januar 1957 durch Beschluss des Ministerrates der DDR vom 14. und 21. Dezember 1956, siehe DDR-GBl. 1957, 11
- Gebietsveränderungen vom 20. Juni 1957 durch Beschluss des Ministerrates der DDR vom 19. Juni 1957, siehe DDR-GBl. 1957, 345

## Anhang – Gebietsänderungen nach dem Ende des Zweiten Weltkriegs
Bereits nach dem Ende des Zweiten Weltkriegs kam es durch die Gebietsabtretungen an Polen sowie die Einteilung Deutschlands in vier Besatzungszonen zu ersten Veränderungen der Kreisstruktur auf dem Gebiet der späteren DDR. Auch in den nachfolgenden Jahren kam es zu – meist – kleineren Veränderungen. Alle Änderungen zwischen dem Kriegsende 1945 und der Gründung der DDR am 7. Oktober 1949 sind hier gelistet.
- 1945:

Auflösung
- des Landkreises Greifenhagen und Aufteilung auf den Landkreis Randow sowie auf Polen

Neubildung
- des Landkreises Randow aus Stadtteilen der kreisfreien Stadt Stettin und aus Gemeinden der Landkreise Greifenhagen und Ueckermünde

Umgliederung
- von Gemeinden des Landkreises Ueckermünde nach Polen
- von Gemeinden des Landkreises Usedom-Wollin nach Polen

Umbenennung
- des Landkreises Franzburg-Barth in Landkreis Stralsund
- des Landkreises Usedom-Wollin in Landkreis Usedom

Vergrößerung
- des Landkreises Hagenow, Mecklenburg, um die östlich der Elbe gelegenen Gemeinden (Amt Neuhaus) des Landkreises Lüneburg

- 1945, 1. Juli:

Umgliederung
- der zehn Gemeinden des Amtes Calvörde aus dem Landkreis Helmstedt des Landes Braunschweig in den Landkreis Gardelegen
- des östlichen Teils des Landkreises Blankenburg aus dem Land Braunschweig in die Provinz Sachsen

Vergrößerung
- des Landkreises Gotha um die Gemeinden Mühlberg, Röhrensee und Wandersleben des Landkreises Weißensee
- des Landkreises Helmstedt, Braunschweig, um die Gemeinde Preußisch Offleben des Landkreises Haldensleben, Provinz Sachsen
- des Landkreises Meiningen um die Gemeinde Barchfeld des Landkreises Herrschaft Schmalkalden
- des Landkreises Saalfeld um die Gemeinden Goßwitz, Großkamsdorf, Kaulsdorf und Kleinkamsdorf des Landkreises Ziegenrück
- des Landkreises Schleiz um die Gemeinden Blankenberg, Blintendorf, Gefell und Sparnberg des Landkreises Ziegenrück
- des Landkreises Stadtroda um die Gemeinden Abtlöbnitz, Kischlitz und Mollschütz des Landkreises Weißenfels

- 1945, 5. Juli:

Umgliederung von Gemeinden des Landkreises Randow nach Polen
- 1945, 9. Juli:

Umgliederung
- des östlich der Lausitzer Neiße gelegenen Gebiets des schlesischen Landkreises Görlitz nach Polen
- des verkleinerten Landkreises Görlitz in das Land Sachsen
- des östlich der Lausitzer Neiße und der Oder gelegenen Gebiets des Landkreises Guben nach Polen
- des schlesischen Landkreises Hoyerswerda in das Land Sachsen
- des östlich der Oder gelegenen Gebiets des Landkreises Königsberg Nm. nach Polen
- des östlich der Lausitzer Neiße gelegenen Gebiets des schlesischen Landkreises Rothenburg (Ob. Laus.) nach Polen
- des verkleinerten Landkreises Rothenburg (Ob. Laus.) in das Land Sachsen
- des östlich der Lausitzer Neiße gelegenen Gebiets des Landkreises Sorau nach Polen
- des östlich der Lausitzer Neiße gelegenen Gebiets des Landkreises Zittau nach Polen

- 1945, 8. August:

Eingliederung
- des Landkreises Heiligenstadt in den Landkreis Eichsfeld
- des Landkreises Worbis in den Landkreis Eichsfeld

Neubildung
- des Landkreises Eichsfeld aus den Landkreisen Heiligenstadt und Worbis

- 1945, 30. August:

Vergrößerung
- von Groß-Berlin um Teile der Gemeinden Groß-Glienicke und Seeburg des Kreises Osthavelland

- 1945, 1. September:

Vergrößerung
- des Landkreises Osterode am Harz um die Stadt Bad Sachsa und die Gemeinde Tettenborn des Landkreises Grafschaft Hohenstein

- 1945, 17. September:

Vergrößerung
- des Landkreises Witzenhausen um die Gemeinden Neuseesen und Werleshausen des Landkreises Eichsfeld
- des Landkreises Eichsfeld um die Gemeinden Asbach, Sickenberg, Vatterode, Weidenbach und Hennigerode des Landkreises Witzenhausen

- 1945, Oktober:

Umbenennung
- des Landkreises Rothenburg (Ob. Laus.) in Landkreis Weißwasser

- 1945, 1. Oktober:

Auflösung
- des Landkreises Ziegenrück und Eingliederung in die Landkreise Saalfeld und Schleiz

Vergrößerung
- des Landkreises Arnstadt um die Gemeinde Stützerbach des Landkreises Schleusingen
- des Landkreises Sangerhausen um die Gemeinden der Exklave Allstedt des Landkreises Weimar
- des Landkreises Schleusingen um die Stadt Zella-Mehlis des Landkreises Meiningen
- des Landkreises Herrschaft Schmalkalden um die Gemeinde Kleinschmalkalden des Landkreises Gotha
- des Landkreises Rostock um die Gemeinde Ahrenshoop des Landkreises Stralsund

- 1945, 19. Oktober:

Umbenennung
- des Landkreises Grafschaft Hohenstein in Landkreis Nordhausen

- 1945, 29. Oktober:

Vergrößerung
- von Groß-Berlin um Teile der Gemeinde Stolpe des Kreises Niederbarnim

- 1945, 28. November:

Vergrößerung
- des Landkreises Hagenow, Mecklenburg um die Gemeinde Lassahn des Kreises Herzogtum Lauenburg, Schleswig-Holstein
- des Landkreises Schönberg, Mecklenburg um die Gemeinden Dechow und Thurow des Kreises Herzogtum Lauenburg, Schleswig-Holstein
- des Kreises Herzogtum Lauenburg, Schleswig-Holstein um die Gemeinden Bäk, Mechow, Römnitz und Ziethen des Landkreises Schönberg, Mecklenburg

- 1946:

Vergrößerung
- des Landkreises Zerbst um die Gemeinden Flötz, Gehrden, Güterglück, Kämeritz, Lübs, Moritz, Prödel, Schora, Töppel und Walternienburg des Landkreises Jerichow I

- 1946, 1. Januar:

Ausgliederung
- der Stadt Salzwedel aus dem Landkreis Salzwedel

- 1946, 30. Januar:

Umbenennung
- des Landkreises Schleusingen in Landkreis Suhl
- des Landkreises Herrschaft Schmalkalden in Landkreis Schmalkalden

- 1946, 12. März:

Umbenennung
- des Landkreises Jüterbog-Luckenwalde in Landkreis Luckenwalde

- 1946, 15. März:

Auflösung
- des Restkreises Königsberg Nm.

Vergrößerung
- des Landkreises Angermünde um Gebietsteile des Restkreises Königsberg Nm.
- des Landkreises Lebus um die Gemeinden Bleyen und Küstrin-Kietz des Restkreises Königsberg Nm.
- des Landkreises Oberbarnim um 19 Gemeinden des Restkreises Königsberg Nm.

- 1946, 1. April:

Auflösung
- des Restkreises Sorau

Vergrößerung
- des Landkreises Cottbus um 15 Gemeinden des Restkreises Sorau
- des Landkreises Spremberg (Lausitz) um 14 Gemeinden des Restkreises Sorau
- des Stadtkreises Forst um die Gemeinde Sacro des Restkreises Sorau

- 1946, 1. Mai:

Vergrößerung
- des Landkreises Ruppin um die Gemeinden Kleinzerlang, Luhme, Repente, Dorf Zechlin, Flecken Zechlin, Zechlinerhütte und Zempow des Landkreises Ostprignitz

- 1946, 10. Juni:

Vergrößerung
- des Landkreises Nordhausen um die Gemeinde Kraja des Landkreises Eichsfeld

- 1946, 1. Juli:

Vergrößerung
- des Landkreises Eisenach um die Gemeinde Schnellmannshausen des Landkreises Mühlhausen sowie die Gemeinden Birx, Frankenheim/Rhön und Melpers des Landkreises Meiningen

- 1946, 1. August:

Vergrößerung
- der kreisfreien Stadt Jena um die Stadt Lobeda und die Gemeinde Wöllnitz des Landkreises Stadtroda
- des Landkreises Altenburg um die Gemeinde Selka des Landkreises Gera

- 1946, 30. September:

Vergrößerung
- des Landkreises Nordhausen um 21 Gemeinden des Landkreises Eichsfeld
- des Landkreises Mühlhausen um die Gemeinde Lengenfeld unterm Stein des Landkreises Eichsfeld

Umbenennung
- des Landkreises Eichsfeld in Landkreis Worbis (mit Sitz in Heiligenstadt)

- 1947, 16. Januar:

Auflösung
- der Landkreise Görlitz und Weißwasser

Neubildung
- des Landkreises Weißwasser-Görlitz aus den Landkreisen Görlitz und Weißwasser

- 1947, 30. Mai:

Vergrößerung
- des Stadtkreises Frankfurt (Oder) um die Gemeinden Güldendorf, Kliestow, Lichtenberg, Markendorf und Rosengarten des Kreises Lebus

- 1948, 12. Januar:

Umbenennung
- des Landkreises Weißwasser-Görlitz in Landkreis Niesky

- 1948, 1. März:

Vergrößerung
- des Stadtkreises Rathenow um die Gemeinde Neu Friedrichsdorf des Landkreises Westhavelland

- 1948, 1. Oktober:

Vergrößerung
- des Landkreises Stralsund um die Gemeinde Hiddensee des Landkreises Rügen

- 1948, 1. Dezember:

Vergrößerung
- des Landkreises Malchin um Gemeinden Kummerow und Leuschentin des Landkreises Demmin

- 1948, 28. Dezember:

Vergrößerung
- des Landkreises Niederbarnim um den Ortsteil Stolpe von West-Berlin (Bildung der Gemeinde Stolpe-Dorf)

- 1949, 1. Januar:

Vergrößerung
- des Stadtkreises Görlitz um die Gemeinden Weinhübel und Klingewalde des Landkreises Niesky
- des Landkreises Demmin um die Gemeinde Beestland des Landkreises Grimmen